# Chronologie du rock en France
 (janvier 2024).
Cet article contient une chronologie des principaux événements reliés à l'univers du rock en France.

## XXesiècle

### Les années 1950

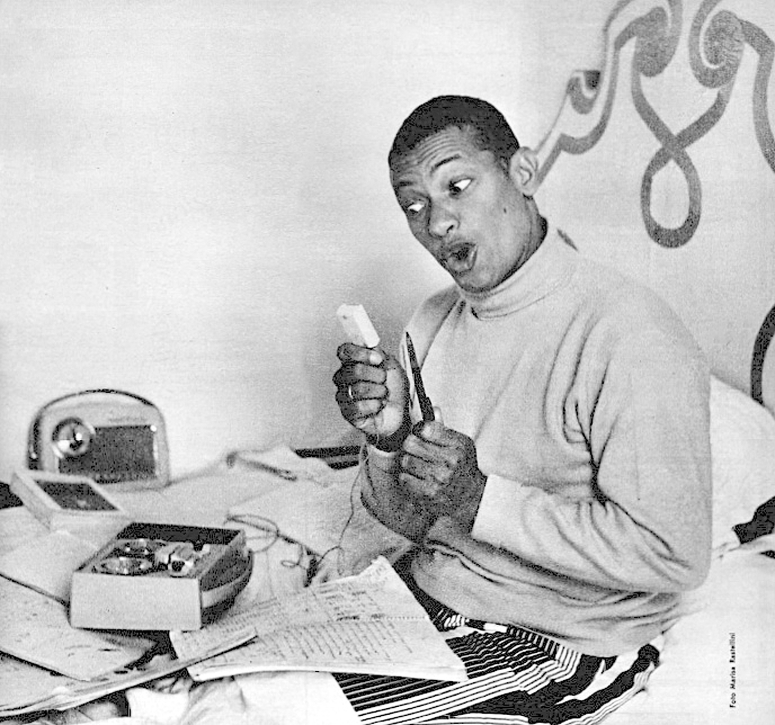
Henri Salvador en 1961.

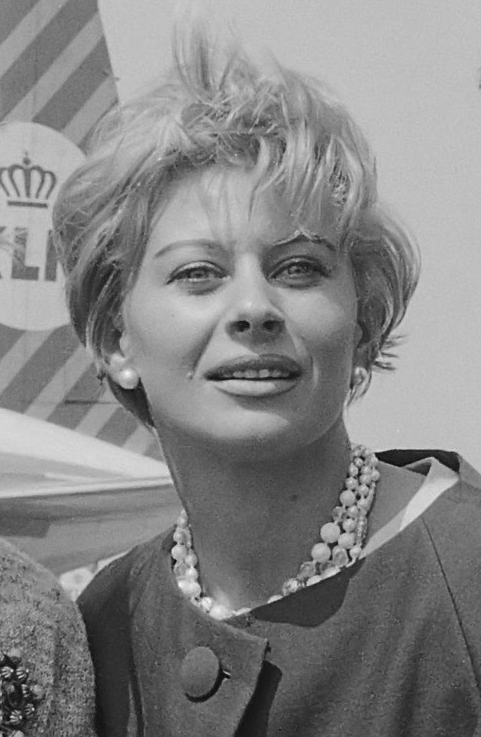
Magali Noël en 1960.

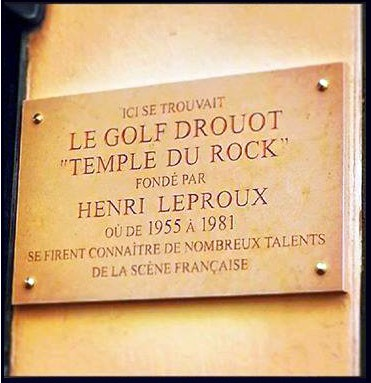
Plaque commémorative posée sur la façade du Golf-Drouot.

#### 1955
- Line Renaud, avec l'adaptation de Tweedlee Dee de LaVern Baker est considérée comme la première en France à avoir chanté un « titre rock »[1], cela même si on est encore bien loin tant par l'expression que musicalement du rock[2].

#### 1956
- 6 janvier : Jacques Hélian et son orchestre enregistrent Toutes les heures qui sonnent avec la chanteuse Lou Darley, première version française de Rock Around the Clock de Bill Haley[3].
- Mac Kac, pseudonyme de Baptiste Reilles, (1920-1987), enregistre le premier super 45 tours de rock français chez Versailles, avec notamment une reprise de See You Later, Alligator de Bill Haley.
- Georges Richard sort chez Symphonium un 33 tours intitulé Rock 'n' roll qui reprend huit titres de rock parmi lesquels Rock Around The Clock de Bill Haley, Hound Dog d'Elvis Presley, Sixteen Tons de Tennessee Ernie Ford[4].
- 21 juin : Henri Salvador, sous le pseudonyme de Henry Cording, enregistre un disque parodique de rock, avec la complicité de Boris Vian et de Michel Legrand.
- Durant l'automne, Magali Noël sort un 45 tours quatre titres (gratifiés sur la pochette de rock and roll[5]), signés Alain Goraguer pour les musiques et Boris Vian pour les paroles. L'opus comprend Fais-moi mal Johnny, devenu depuis un classique mais interdit d'antenne à l'époque[6]. Un album intitulé Rock And Roll contient également des instrumentaux de Michel Legrand ou Alix Combelle.
- 19 octobre : sortie du film Rock and Roll (Rock Around the Clock), avec Bill Haley, dans quelques salles parisiennes[7],[8].
- Le Trio Raisner reprend Rock Around the Clock de Bill Haley à l'harmonica.

#### 1957
- Le Trio Raisner  sort un 45 tours intitulé Voici le Rock 'n' Roll, comprenant quatre titres rock, dont une reprise de Don't Be Cruel d'Elvis Presley.
- Mac Kac sort Mac-Kac Et Son Rock And Roll, un 33 tours comprenant une dizaine de morceaux rock.
- Le barman Henri Leproux décide de garnir le juke-box du Golf-Drouot de disques de rock 'n' roll achetés dans le supermarché réservés aux soldats américains et alliés (PX) sur la base du SHAPE de Rocquencourt.
- Le mystérieux “Rock” Failair (et son orchestre de p'tits milliardaires) sort deux disques parodiques, Rock and Roll 1 et 2, avec 8 chansons signées Boris Vian, Eddie Barclay, Jacques Brienne ou Jean-Pierre Landreau
- L'énigmatique Peb Roc (et ses Rocking Boys) sort Rock Around the Clock, un EP avec des chansons de Bill Haley, Freddie Bell & The Bellboys et deux compositions d'Alain Goraguer et Vian.

#### 1958
- Claude Piron publie Viens, adaptation de When des Kalin Twins.
- Premier disque de Richard Anthony avec des adaptations de You Are My Destiny de Paul Anka et Peggy Sue de Buddy Holly.
- Septembre : Danyel Gérard publie son premier disque, avec D'où reviens-tu Billie Boy ?.

#### 1959
- Mai : Danyel Gérard part faire son service militaire, qui interrompt sa carrière naissante.
- Été : Salut les copains, lancée sur Europe 1 par Daniel Filipacchi, est la première émission musicale radiophonique dédiée entièrement aux adolescents. Elle est d'abord diffusée tous les jeudis, à 17 h.
- Juin : Elvis Presley, en permission à Paris, loge à l'hôtel Prince de Galles. On le voit aux Folies Bergère, au Moulin Rouge et au Lido le 3 juin. Cela sera sa seule prestation en public à l'étranger [4]. Il rencontre Line Renaud et Nancy Holloway le 14.
- Octobre : Richard Anthony publie Nouvelle vague, son premier grand succès.
- 19 octobre : l'émission Salut les copains devient quotidienne[4].
- 15 décembre : premier concert de Gene Vincent en France, à l'Olympia de Paris.
- 30 décembre : Johnny Hallyday se produit sur la scène du cinéma Marcadet Palace, à Paris.
- 30 décembre : Johnny Hallyday fait sa première apparition radiophonique dans l'émission Paris Cocktail [4].

### Les années 1960

#### 1960

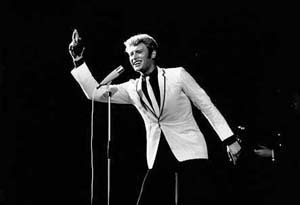
Johnny Hallyday en 1965.

- Johnny Hallyday signe le 16 janvier, avec la firme Vogue.
- Claude Piron change de nom de scène pour devenir Danny Boy.
- Janvier : Elvis Presley passe une deuxième permission à Paris.
- 14 mars : sortie du premier disque de Johnny Hallyday, un super 45 tours avec T'Aimer follement, J'étais fou, Oh oh baby, Laisse les filles[4].
- 18 avril : première apparition de Johnny Hallyday à la télévision dans l'émission L'École des Vedettes, où il est présenté par Line Renaud en compagnie d'Aimée Mortimer: il chante Laisse les filles [4].
- Printemps : Johnny Hallyday se produit en première partie de Sacha Distel. Durant l'été, il est engagé pour quinze jours, au "Vieux Colombier" à Juan-les-Pins.
- 3 juin : sortie du deuxième disque de Johnny Hallyday, le super 45 tours Souvenirs, souvenirs, qui sera son premier tube.
- 20 septembre : Johnny Hallyday se produit à l'Alhambra, à Paris, pour trois semaines, en première partie de Raymond Devos.
- 31 octobre : sortie de "Hello Johnny", premier 33 tours 25 cm de Johnny Hallyday.
- Novembre : Johnny Hallyday passe en vedette à L'Alcazar, à Marseille, et connaît son premier triomphe en public.

#### 1961

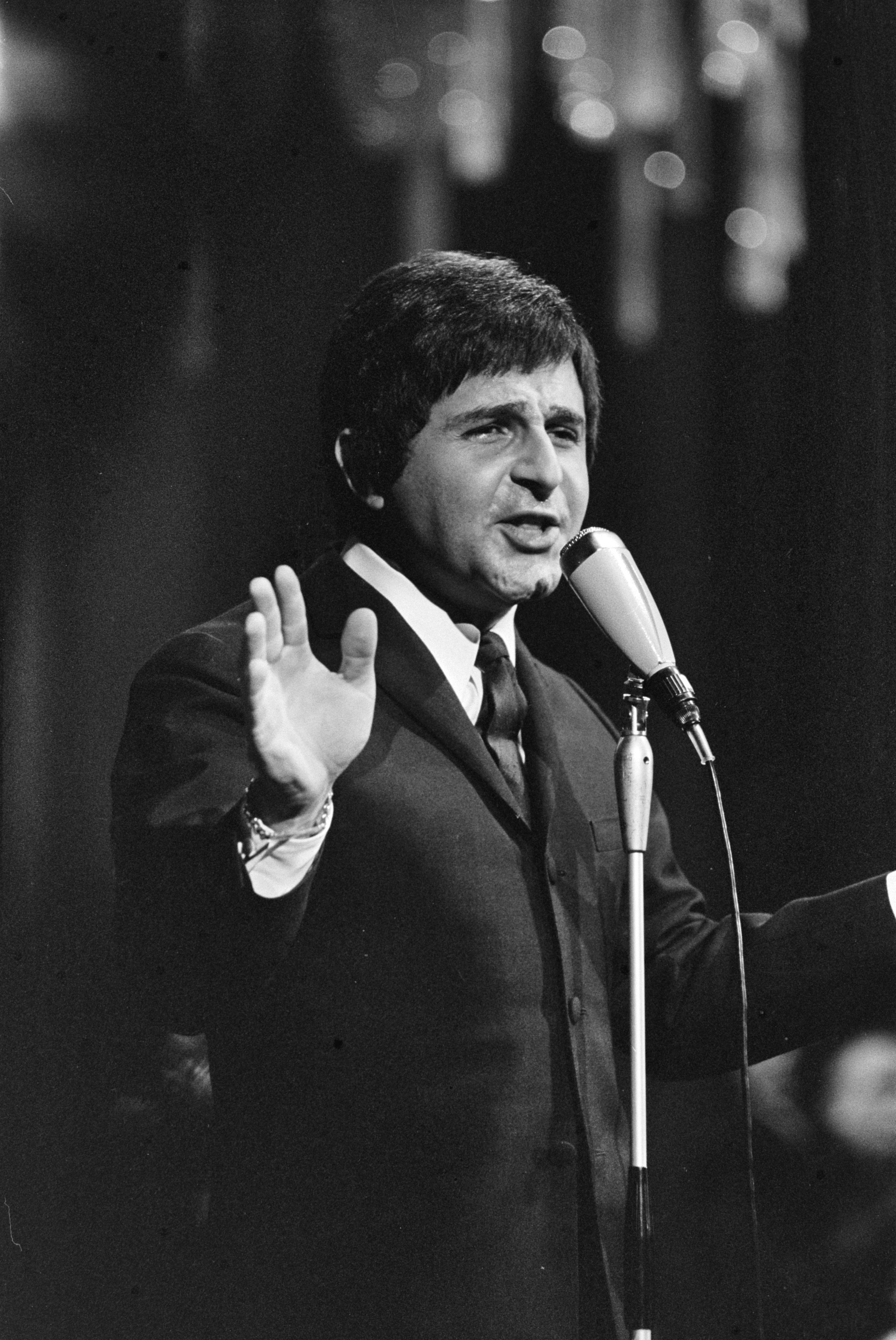
Richard Anthony au Grand Gala du Disque à Amsterdam en 1966.

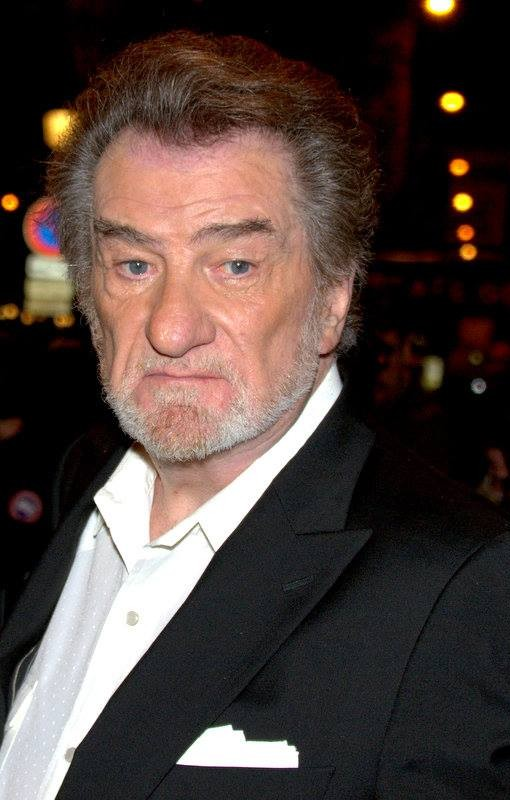
Eddy Mitchell en 2014.

- Le Golf-Drouot, après avoir accueilli à la fin des années 1950, nombre de futures vedettes du rock français (Johnny Hallyday, Eddy Mitchell, Long Chris, Jacques Dutronc), devient une discothèque qui, jusqu'à sa fermeture en 1981, accueillera sur sa petite scène de nombreux débutants (six mille artistes au total) dont certains, comme Ange, Téléphone ou Daniel Balavoine [...], se sont « fait un nom »[9].
- Janvier : sortie du premier disque des Chaussettes Noires, un super 45 tours qui comprend Tu parles trop, Si seulement, Tant pis pour toi et une adaptation du standard de Gene Vincent Be-Bop-A-Lula. Le  30 janvier, ils  passent pour la première fois à la télévision dans “Toute la chanson”, où ils interprètent Tu parles trop présentés par Jacqueline Joubert sous le nom des Cinq Rocks (alors que leur disque est déjà sorti sous l'appellation Les Chaussettes Noires (cela pour éviter une publicité intempestive pour les Chaussettes Stemm).
- 24 février : 1er Festival international de rock' n' roll au Palais des sports de Paris avec Emile Ford, Bobby Rydell, Little Tony, et, pour la France, Les Chaussettes Noires, Frankie Jordan et Johnny Hallyday[4].
- 20 mars : Rocky Volcano publie son premier disque chez Philips avec Comme un volcan.
- 12 mai : Les Chats Sauvages, sortent leur premier EP 45 t chez Pathé Marconi avec Ma p'tite amie est vache, J'ai pris dans tes yeux, Le Jour J et En avant l'amour , adaptation d'une chanson de Cliff Richard and The Shadows.
- Frankie Jordan publie Panne d'essence, avec Sylvie Vartan[10].
- 18 juin : 2e Festival de rock au Palais des sports de Paris, avec Les Chaussettes Noires, Richard Anthony, Les Pingouins, Les Chats Sauvages.
- Juillet : Teddy Raye sort son premier super 45 tours chez Fontana.
- Juillet : les Vautours avec Vic Laurens signent un contrat chez Festival et permettent au label de se mettre à la mode rock and roll.
- Juillet : Johnny Hallyday rompt son contrat avec Vogue le 19 juillet et signe chez Philips.
- Juillet : Les Chats Sauvages sortent le deuxième 45 t avec Je veux tout ce que tu veux, Trois en amour, Toi l'étranger, Hey Pony - avec trois adaptations d'Hubert Ithier.
- Août : Vince Taylor remporte à Juan-les-Pins la coupe du meilleur artiste rock.
- Août : les Vautours avec Vic Laurens sortent leur 1er 45 t composé par Pensy qui restera le morceau d'entrée de leurs concerts et 3 adaptations : Betty et Jenny, Tu me donnes, et Claudine.
- Septembre : sortie du premier disque des Pirates avec Dany Logan, un 45 tours quatre titres, avec notamment Oublie Larry, adaptation d'un succès de Del Shannon.
- du 20 septembre au 9 octobre : Johnny Hallyday se produit pour la première fois sur la scène de l'Olympia de Paris.
- 28 septembre : publication du premier numéro du magazine Disco Revue, avec Johnny Hallyday en couverture.
- 2 octobre : Les Chats Sauvages sortent leur premier Album, un 25 cm contenant 10 morceaux, dont Twist à Saint-Tropez, un original, et deux adaptations de Cliff Richard and The Shadows, C'est pas sérieux et Hey! Hey! Hey!.
- Octobre : les Vautours sortent leur deuxième 45 t avec Tu peins ton visage, Long Tall Sally (Oncle John), Ne me dis pas non, et Permettez-moi.
- Novembre : Jean-Claude Camus, alors producteur des Vautours, les fait engager par Fernand Raynaud au Théâtre de L'Étoile pour une durée d'un mois et demi.
- Novembre : Les Chats Sauvages sortent le troisième EP 45 t avec Toi, tu es bath pour moi, Dis-moi si c'est l'amour, Toi quel bonheur, Tu peins ton visage, avec Armand Molinetti à la batterie. Le batteur Willy Lewis a quitté le groupe en octobre et devient le batteur des Champions.
- 7 novembre : Vince Taylor donne un concert à l'Olympia de Paris.
- 18-19 novembre : 3e Festival du rock au Palais des sports de Paris, avec à affiche Les Chats Sauvages, Danny Boy, et Vince Taylor, qui ne pourra pas chanter à cause du chahut et des bagarres dans la salle. De nombreux fauteuils sont cassés et les incidents avec la police sont nombreux.
- Décembre : Vince Taylor publie chez Barclay Le Rock, c'est ça !, son premier album 33 tours 25 cm.
- 11/12 décembre : les Shadows vedettes d'un Musicorama à l'Olympia avec Les Chats Sauvages, Danyel Gérard, Frankie Jordan, Billy Fury et Chubby Checker en première partie.
- 12 décembre : Sylvie Vartan participe à un Musicorama à l'Olympia de Paris.
- Décembre : sortie du premier album Philips de Johnny Hallyday Salut les copains.

#### 1962

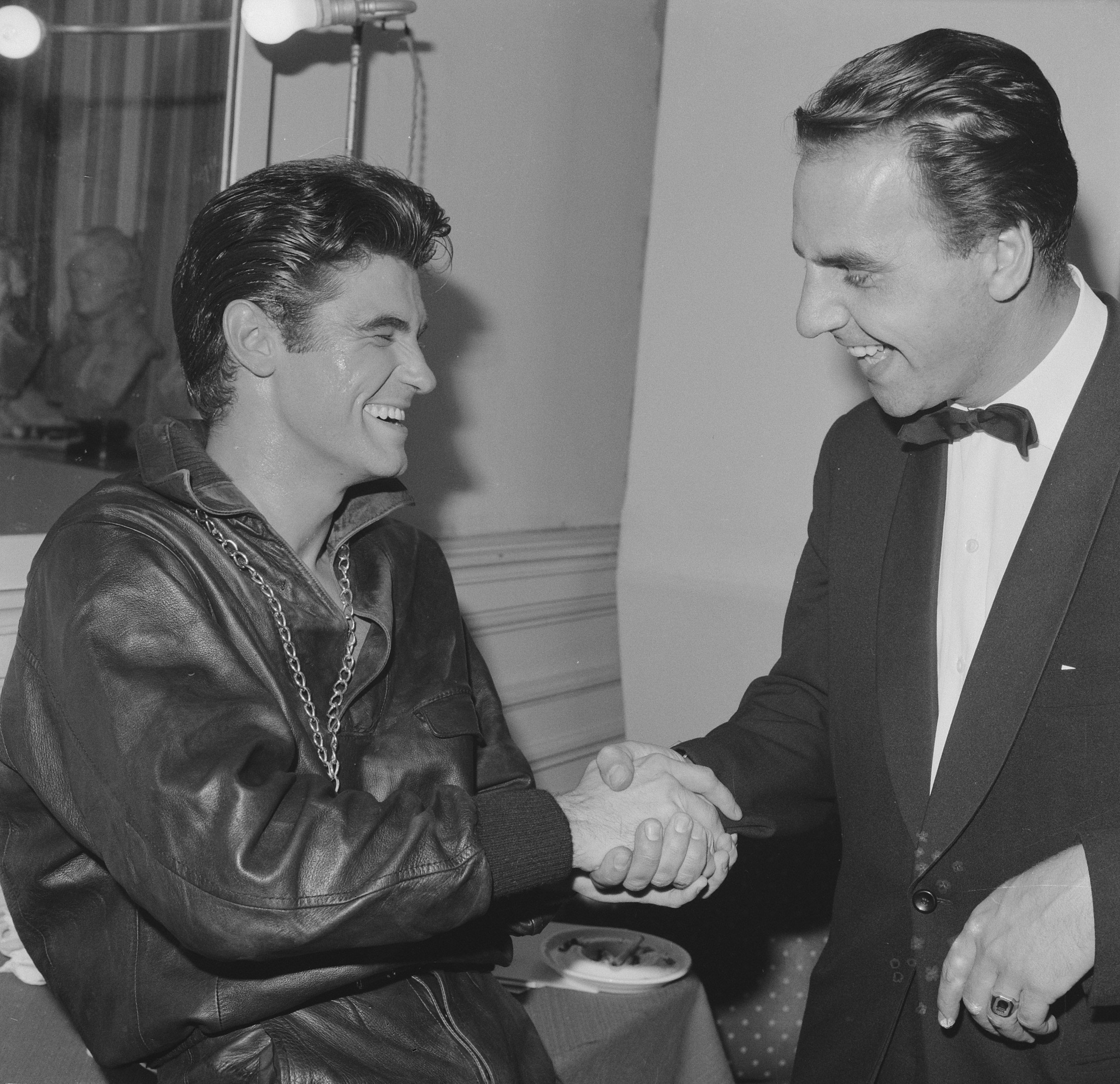
Vince Taylor au Grand Gala du Disque en 1962.

- Arrivé en France fin 1961, l'année 1962 est l'année du twist.
- Janvier : Les Chats Sauvages se produisent à l'ABC en vedette pendant trois semaines. En soirées à 21h, et matinées à 15 h et soirées le Week-End.
- Janvier : les Fantômes sortent leur premier EP 45 t.
- 6 février : Les Chats Sauvages sortent leurs quatrième EP 45 t avec Sous le ciel écossais (1), Un petit je ne sais quoi, Les Bras de l'amour, et Laisse-moi rire (2) avec deux adaptations de Cliff Richard and The Shadows (1) - (2).
- Richard Anthony remporte un énorme succès avec J'entends siffler le train.
- Johnny Hallyday publie un 33 tours intitulé Sings America's Rockin' Hits, enregistré aux États-Unis et composé de reprises de standards de rock'n'roll américain.
- Tournée du cirque Pinder avec Danny Boy et ses Pénitents en vedette.
- Mars : Eddy Mitchell est incorporé dans l'armée pour 18 mois. Les autres membres des Chaussettes noires le suivront dès l'été (certains devançant l'appel), avec l'idée et l'espoir de se retrouver à la fin du service...
- Mars : Les Pingouins sortent leur premier disque, avec Oh ! les filles, adaptation de Sugaree.
- 30 mars : premier « tremplin rock » au Golf Drouot inauguré par les "Loups Garous", de Nice.
- Printemps : Brenda Lee se produit à l'Olympia de Paris, dans un Musicorama, avec Les Fantômes en première partie.
- Billy Bridge popularise en France le madison, une nouvelle danse en provenance des États-Unis.
- Avril : Les Chats Sauvages publient un EP 45 t tiré du premier album avec Twist à St Tropez, C'est pas sérieux, Est-ce que tu le sais ?, et Oh Boy.
- Les Chaussettes Noires chantent Le Twist du canotier avec Maurice Chevalier. Cas de conscience pour Eddy Mitchell qui vit mal cette récupération commerciale[11].
- 4 juin : Les Chats Sauvages, sortent leur deuxième Album, qui se vendra à 2.000.000 d'exemplaires avec Quand les Chats sont là (Dance To The Bop), Oh Oui ( My Babe), Sur ma plage (Thinking Of Our Love), etc., des adaptations de chansons anglo-saxonnes avec un son et des arrangements tout à fait nouveaux.
- 18 juin : sortie du sixième EP 45 t des Chats Sauvages tiré du deuxième album: Laissez-nous twister, Un cœur tout neuf, L' Amour que j'ai pour toi, Cousine-cousine, dont trois adaptations.
- Été : sortie du magazine Salut les copains en référence à l'émission radiophonique éponyme.
- Août : Dick Rivers quitte Les Chats Sauvages pendant leur tournée un soir à Nantes. Le groupe embauche Thierry Thibault pour finir et honorer sa tournée. Il sera remplacé par Mike Shannon en octobre avec un nouvel EP 45 t.
- 13 septembre : sortie du septième et dernier EP 45 t des Chats Sauvages avec Dick Rivers, Je reviendrai, Toute la nuit, les deux dernières chansons avec Dick. Les deux autres sont les premières versions enregistrées. Tout ce qu'elle voudra et Oh Lady
- Septembre : concert des Shadows à l'Olympia de Paris, avec Billy Bridge en première partie.
- 28 septembre : Adriano Celentano est en vedette à l'Olympia à Paris pour un Musicorama. On trouve en première partie : The Spotnicks, Les Fantômes, Les Champions, Danyel Gérard, Les Copains et José Salcy.
- Octobre : Gene Vincent donne plusieurs concerts à Paris, au Théâtre de l'Étoile et à l'Olympia. Il est à cette occasion accompagné par "Les Champions".
- Octobre : Dick Rivers sort son premier EP 45 t solo Baby John. Il reprend la scène accompagné par le groupe anglais "The Krewkats".
- 7 octobre : Eddy Mitchell enregistre son premier EP 45 t en solo ("Angel", "Mais reviens moi" etc.).
- 25 octobre : deuxième Olympia pour Johnny Hallyday. Il reste à l'affiche jusqu'au 12 novembre.
- 29 octobre : les Chaussettes Noires avec Eddy Mitchell et leur nouveau saxophoniste, Michel Gaucher, passent à la Mutualité de Paris.
- Octobre : Les Chats Sauvages avec Mike Shannon sortent leurs huitième EP 45t avec Mike Shannon. Sherry, Mon copain, Derniers baisers, Tout le monde twiste. Derniers Baisers fait un énorme succès. Repris plus tard par C. Jérôme et Laurent Voulzy.
- 5 décembre :  les Chaussettes Noires avec Eddy Mitchell sont à l'Olympia de Paris pour un Musicorama qui est un succès.

#### 1963

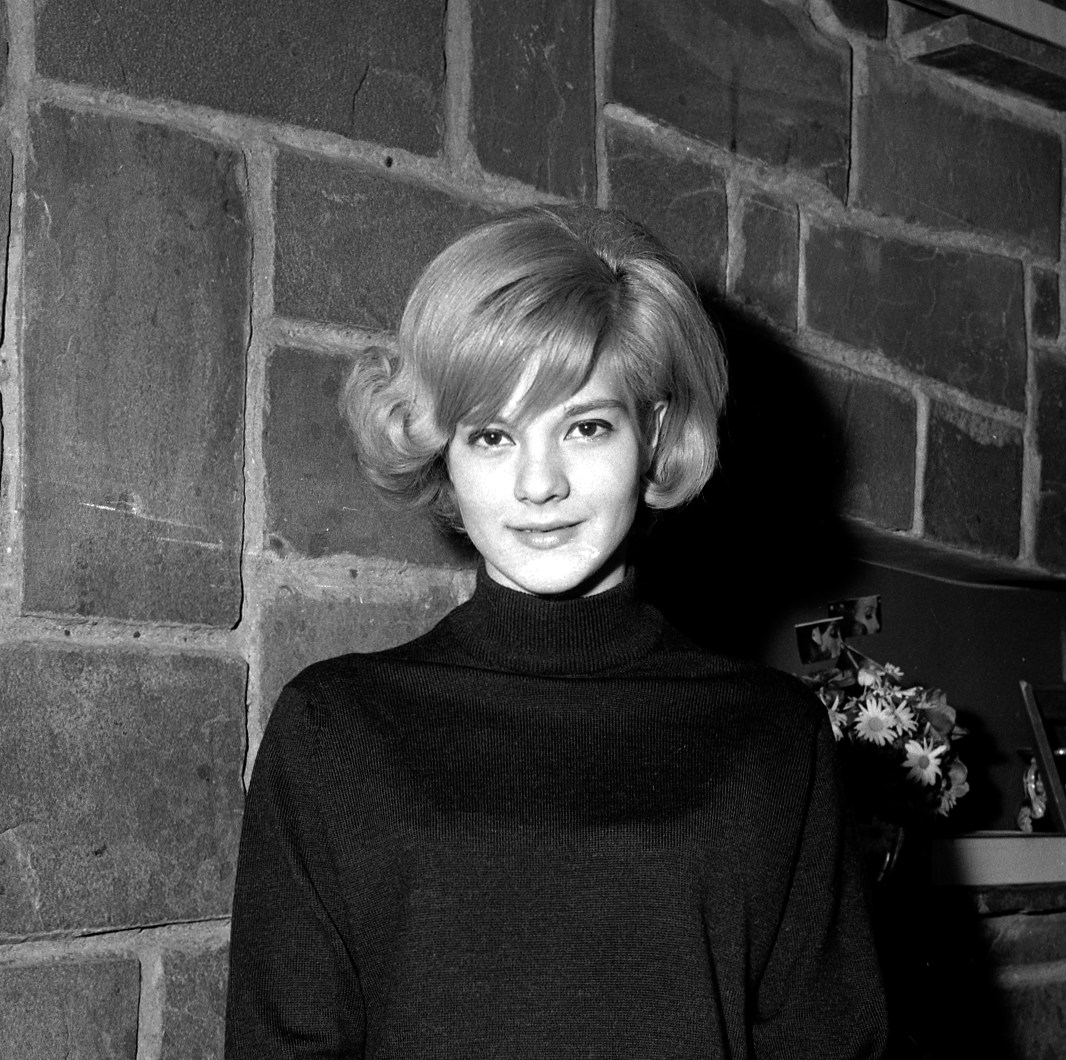
Sylvie Vartan en 1962 à Toulouse

- Moustique sort son premier disque publié chez Barclay-Golf Drouot, un 45 t quatre titres, avec Je suis comme ça.
- Hector (chanteur) et ses Mediators sortent leurs 3 premiers disques de reprises de rocks américains chez Phillips, avec des paroles de Jean Yanne.
- 27 janvier : gala de rock organisé par Disco Revue au Palais des sports de Paris, avec Gene Vincent, Vic Laurens en solo, (fraîchement séparé des Vautours), Les Chats Sauvages avec Mike Shannon, Eddy Mitchell, Les Chaussettes Noires, Danny Boy, Frankie Jordan, Burt Blanca, Les Champions, etc.
- Février à avril : tournée de Johnny Hallyday, avec Sylvie Vartan.
- 10 au 20 février : Eddy Mitchell et Les Chaussettes noires sont en tournée pour les soldats de l'armée française stationnés en Algérie, Vic Laurens libre de tous mouvements, avant son engagement chez Mercury, remplacera son frère Tony ( Celui-ci retenu pour cause de santé par les autorités militaires ) [12].
- 6 mars : sortie du troisième Album 25 cm des Chats Sauvages avec Mike Shannon, qui comprend 10 titres, inspirés par Cliff Richard and The Shadows, l'instrumental Horizon et une adaptation de Johnny, Remember Me chanté par John Leyton.
- 2 avril : Musicorama à l'Olympia à Paris, avec Nancy Holloway, Les Pirates sans Dany Logan (qui a quitté le groupe début mars), etc.
- Avril : Vic Laurens signe chez Mercury.
- Avril : sortie de l'unique EP instrumental des Chaussettes Noires. Le titre "Pow Wow" rencontre un joli succès.
- Mai : sortie du neuvième EP 45 t tiré du 3e album des Chats Sauvages, avec trois chansons John c'est l'amour, Emmène-moi, Judy, rappelle-toi et le premier instrumental, une balade, Horizon.
- 4 au 13 mai : les Chaussettes Noires au complet avec Eddy Mitchell font un triomphe à l'Olympia.
- Mai 1963, Vic Laurens sort son 1er 45 tours chez Mercury, avec succès, qui lui permettra d'être en couverture de Salut les copains. Sur cet EP, on trouve Je ne peux pas t'oublier, Quand je te suis des yeux, Mon cœur sans ton amour et Vivre avec toi, reprise de Pat Boone.
- Mai : Cliff Richard and The Shadows se produisent à l'Olympia (diffusion en partie sur Europe 1 dans l'émission "Musicorama")
- 20 mai : sortie du dernier EP des Chaussettes Noires avec Eddy Mitchell (Il revient, enregistré en avril). Ils rejouent une dernière fois ensemble avec des adaptations de leur idole Gene Vincent.
- Juin : sortie du dixième EP 45 t des Chats Sauvages avec Dis-lui que je l'aime, Une fille comme toi, Allons reviens danser, Quelle nouvelle, dont deux adaptations de Cliff Richard and The Shadows.
- Juin : Les Chats Sauvages passent à la télévision dans l'émission "Âge Tendre et tête de Bois" et interprètent en live Quelle nouvelle, tiré de leur nouvel EP 45 t.
- 22 juin : Europe no 1 organise un concert gratuit à Paris, place de la Nation, pour le premier anniversaire du magazine Salut les copains. Au programme : Sylvie Vartan, Richard Anthony, Mike Shannon et les Chats Sauvages, Daniel Gérard, les Gam's, Nicole Paquin et Johnny Hallyday en clôture de programme. Cette manifestation a un retentissement considérable[4]. Après quoi, le quotidien Le Monde publie un long article du sociologue Edgar Morin intitulé « Le temps des yéyés »... Ainsi est lancée l'expression « yéyés ».
- 22 juillet 1963 : Long Chris, Moustique, Hector et les Médiators, les Pirates avec Tony Morgan se produisent au cinéma Normandie dans un "gala-Rock" à Mantes-la-Jolie dans les Yvelines.
- 3 août : Johnny Hallyday démarre à Reims une tournée qui s'achève le 31 à Aix-les-Bains, en passant par le Luxembourg, la Belgique et la Suisse.
- 12 juillet au 18 août : les Chaussettes Noires effectuent une tournée avec Eddy Mitchell dans le Sud et le Sud-Ouest (Saint-Raphaël le 12 juillet, Quiberon le 18 juillet, Monaco le 4 août, Saint-Cast le 17 août, Ouistreham-Riva Bella le 18 août)[13]... Le vendredi 30 août, Eddy Mitchell est libéré de ses obligations militaires.
- 15 au 19 août : les Chats Sauvages avec Mike Shannon effectuent une tournée en Belgique.
- septembre : sortie du premier album solo d'Eddy Mitchell, Voici Eddy... c'était le soldat Mitchell (enregistré du 19 au 24 juin)[14].
- octobre : sortie du 11 ème EP 45t des Chats Sauvages avec Laisse moi chanter, O Valérie, Elle t'aime, Moins d'une minute.
- 4 octobre : Gene Vincent, accompagné par les Sunlights, commence à Paris une tournée en France, qui s'achève le 31 octobre à Nice. On y voit, en première partie, Les Chats Sauvages, Moustique, les Aiglons, Tony Victor, Ron et Mel et Franck Adams.
- Les Lionceaux adaptent des titres des Beatles en français, sous la houlette de Lee Hallyday. De nouveaux groupes (dont les Missiles avec "Sacré Dollar"), ainsi que les « anciens » (Chaussettes, Chats, Champions), leur emboîtent le pas.
- Automne : les Chaussettes noires et Eddy Mitchell (fort de ses deux premiers albums en solo) entrent dans une période qui annonce la fin imminente de leur carrière commune. Eddy entame une série de galas en novembre-décembre accompagné par les Fantômes : le 30 novembre à Lyon, le 15 décembre au Havre avec Nancy Holloway ; il se produit encore, mais plus rarement, avec les Chaussettes noires (encore militaires), le 26 octobre à Strasbourg... Le 16 novembre à Villeneuve Saint-Georges, en banlieue parisienne[15].
- 2 novembre 1963 : Moustique, Long Chris, Danny Boy et les Pénitents, les Pirates avec Tony Morgan se produisent à Poissy dans les Yvelines à un festival Rock organisé par le journal " La liberté de la Vallée de la Seine" et Orangina[16].
- 31 décembre :  Eddy Mitchell quitte officiellement les Chaussettes noires après un dernier gala avec eux à Lyon[17].

#### 1964

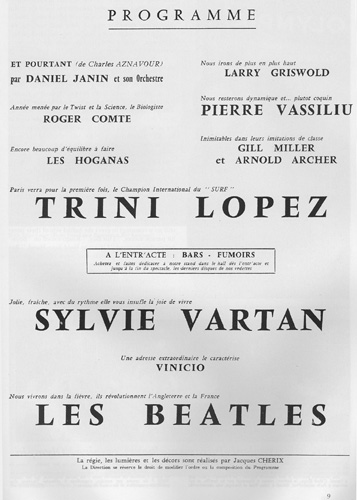
Le programme des Beatles à l'Olympia (1964).

- Janvier : Les Chaussettes noires changent de formule et enregistrent le 7 janvier un premier 45 t EP vocal, pour suivre la « mode Beatles », avec le titre Je te veux tout à moi (I Wanna Be Your Man, des Beatles), également repris par les Lionceaux ;  Eddy Mitchell a rompu en décembre 1963 avec le groupe, pour se consacrer à une carrière en solo. Le 25 janvier, il apparait officiellement seul sur la scène de la Mutualité de Paris, accompagné des Fantômes.
- 7 janvier : Les Pirates avec Tony Morgan se séparent après un dernier concert à Lille pour le Gala de la police[18],[19].
- Du 16 janvier au 4 février : série de concerts des Beatles à l'Olympia de Paris où ils partagent l'affiche avec Trini Lopez et Sylvie Vartan[20],[21]. Ils s'y produisent pendant trois semaines totalisant 40 concerts, incluant la séance de répétition du 15 janvier au cinéma Le Cyrano, à Versailles[22]. Avant d'embarquer pour une tournée aux États-Unis qui feront d'eux des stars internationales, l'Olympia est le lieu où ils se produiront le plus longtemps, notamment après les clubs de Hambourg en 1960, 1961 et 1962, The Indra Club (48 concerts), The Kaiserkeller (58 concerts), Top Ten Club (98 concerts), et The Star Club (75 concerts, soit 279 représentations en tout[23]), le record (environ 275 fois jusqu'au 3 août 1963) étant détenu par leurs prestations au Cavern Club de Liverpool[24].
- Du 15 février au 30 mars : troisième Olympia pour Johnny Hallyday, accompagné par Joey and the Showmen ; (Hugues Aufray assure la première partie).
- Février : Vince Taylor effectue son premier come back, soutenu par les lecteurs de Disco Revue, il sort son dernier EP 45 t chez Barclay "Memphis Tennessee".
- 25 mars : sortie du douzième EP 45 t des Chats Sauvages avec Jolie Fille, (Betty Jean), La Route, Seul, (Boys), Éricka.
- Avril : Les Chaussettes noires sortent un deuxième 45 t EP en combo (musiciens-chanteurs). Le succès n'est plus là. Le 22, ils passent une dernière fois à la télévision dans l'émission Âge tendre et têtes de bois, où ils interprètent l'instrumental "Misirlou", tiré de leur ultime super 45 tours.
- 21 avril : Musicorama à l'Olympia de Paris, avec Eddy Mitchell accompagné par les Fantômes ; le groupe est constitué, en plus du renfort de l'ex-saxophoniste des Chaussettes noires Michel Gaucher, de deux batteurs : Charles "Charlot" Benarroch et André "Bicou" Ceccarelli[25]
- 8 mai : Johnny Hallyday part faire son service militaire en Allemagne[4].
- Mai : sortie du treizième et dernier 45 t EP des Chats Sauvages avec quatre adaptations, Merci, Je suis prêt, Obsession, et Malgré tout ça... avec Michel Santangelli à la batterie.
- 19 au 25 mai : Cliff Richard & The Shadows se produisent à l'Olympia de Paris.
- Juin : Les Chaussettes noires en combo se produisent dans le Nord de la France et en Belgique, à Boulogne-sur-Mer au "Chat Noir", à Mons-en-Barœul au club "La Peau de Vache",  à Mouscron (Belgique)[26].
- 10 juillet : Johnny Hallyday publie l'album Johnny, reviens ! Les Rocks les plus terribles accompagné par Joey and the Showmen[27].
- Juillet : Ronnie Bird sort son premier disque chez Decca avec Adieu à un ami, un hommage à Buddy Holly.
- 14-15-16 juillet : les Chaussettes noires effectuent une petite tournée d'été (Alès, Carpentras et Annecy, où ils se produisent en première partie de Gene Vincent en tournée en France). En août, ils effectuent une tournée en Corse, qui sera leur dernière avant leur séparation à l'automne[28].
- 22 août : concert de Trini Lopez à l'Olympia à Paris, avec Jocelyne, Stella, les Haricots Rouges et Éric Charden.
- Septembre : dans un communiqué de presse Les Chats Sauvages annoncent avoir décidé de se séparer définitivement (ils honoreront toutefois quelques galas prévus jusqu'à la fin de l'année), leur carrière étant devenue de plus en plus chaotique depuis le printemps dernier. C'est aussi la fin de leur contrat de trois ans depuis le mois de mai avec Pathé-Marconi. Mike Shannon va entreprendre une carrière solo.
- Septembre : de retour de leur toute dernière tournée d'été en Corse, Les Chaussettes noires se séparent définitivement; leur carrière étant devenue difficile, leurs disques ne se vendent plus. C'est aussi la fin de leur deuxième contrat avec Barclay en combo. Les ex-Chaussettes noires Aldo Martinez (basse) et Gilbert Bastelica (batterie) rejoignent l'orchestre de scène d'Eddy Mitchell. William Bennaïm et Tony d'Arpa en procès avec Eddy Mitchell tournent le dos à leurs carrières de musicien. Paul Bennaïm poursuit quant à lui une carrière de musicien de studio et de scène jusqu'en 1967.
- 20 septembre : dernier concert d'Eddy Mitchell avec les Fantômes, ce qui marque la fin de ce groupe.
- 20 octobre : premier concert des Rolling Stones à l'Olympia à Paris, dans le cadre d'un Musicorama.

#### 1965

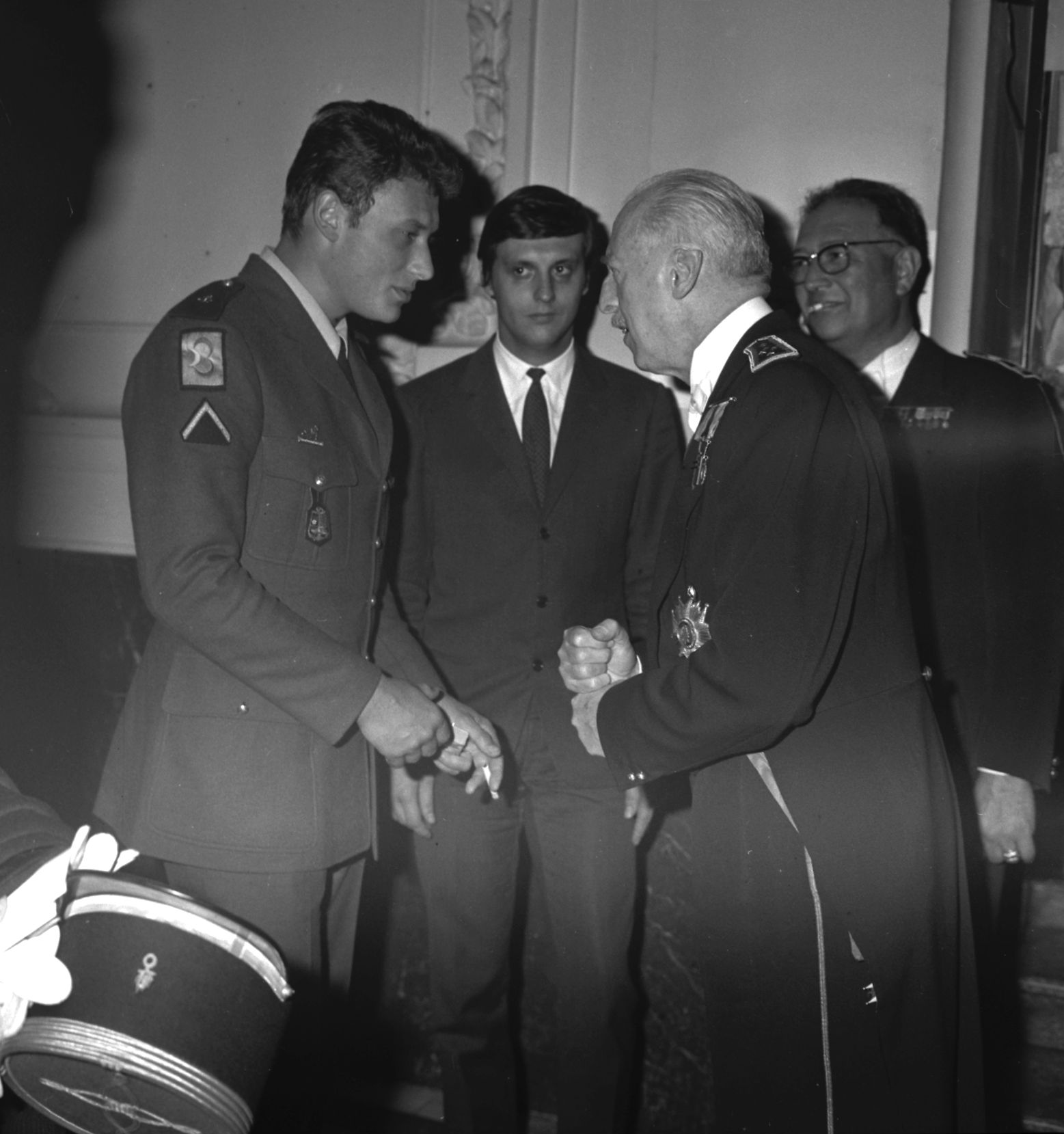
Johnny Hallyday avec le général Koenig au Gala de la Légion à Toulouse en 1965.

- 13 janvier : Eddy Mitchell se produit à Bobino à Paris. Son répertoire est rock mais aussi "chanson française", il y interprète une belle version de "La Mer" de Charles Trenet.
- Février : concert de Chuck Berry à l'Olympia à Paris, avec Ronnie Bird en première partie. Willy Lewis (ex-Chats Sauvages, ex-Champions, ex-Claude François) tient la batterie dans l'orchestre de Chuck !
- 23 février : Musicorama à l'Olympia de Paris avec les Kinks et Johnny Rivers. Vic Laurens s'y produit en première partie accompagné par William Bennaïm à la guitare et Tony d'Arpa (son frère, tous deux ex-Chaussettes noires) à la basse. Ange Beltran (ex-Vautours) est à la batterie.
- 31 mars : Gene Vincent passe dans l'émission télévisée Âge tendre et têtes de bois en direct du club The Cavern à Liverpool.
- 12 avril : Johnny Hallyday et Sylvie Vartan se marient à Loconville (Oise).
- 13 avril : l'écurie Tamla se produit à l'Olympia, à Paris, avec The Supremes, The Four Tops, Junior Walker, etc.
- 16 au 18 avril : Retour des Rolling Stones à l'Olympia de Paris avec en première partie Vince Taylor et le Bobbie Clarke Noise.
- 20 juin : les Beatles donnent deux concerts au Palais des sports de Paris, The Yardbirds et Moustique assurent la première partie.
- 22 juin : les Beatles donnent deux concerts au Palais d'hiver, à Lyon.
- 30 juin : les Beatles donnent un concert au Palais des expositions à Nice.
- 17 novembre sortie de l'album Johnny chante Hallyday.
- 18 novembre et jusqu'au 25 décembre, Johnny Hallyday se produit pour la quatrième fois à l'Olympia.
- Novembre : concert de Chuck Berry au club La Locomotive à Paris.
- Novembre : Vigon publie son premier disque avec Bama Lama Bama Loo, une reprise de Little Richard.
- 8 décembre : The Honeycombs sont les vedettes d'un Musicorama à l'Olympia à Paris, avec Goddie and the Gingerbreads et Los Machucambos.

#### 1966

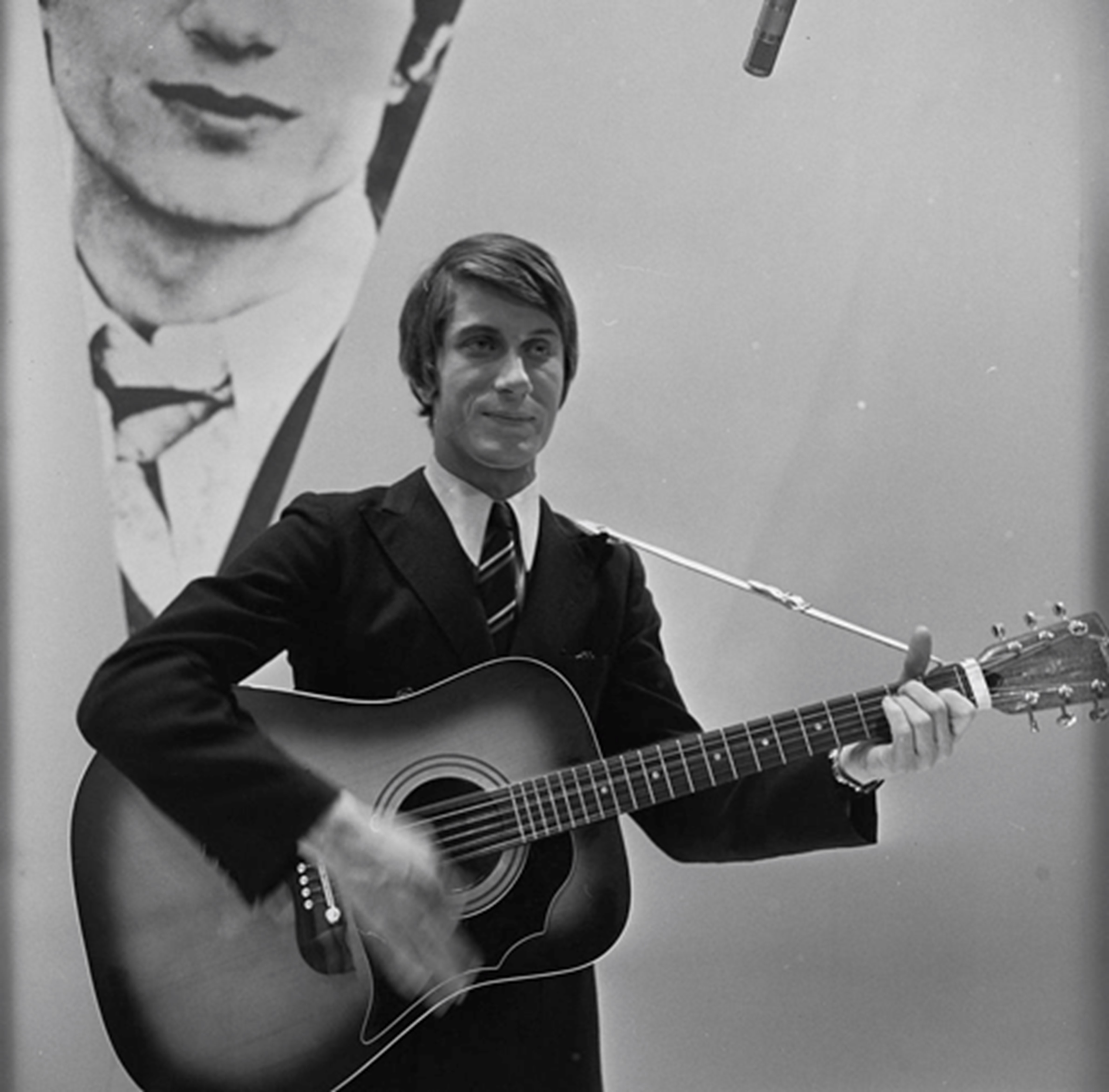
Jacques Dutronc dans l'émission néerlandaise Fanclub en 1966.

- Fondation du magazine Rock & Folk par Philippe Koechlin, Robert Baudelet et Jean Tronchot.
- Formation des Variations
- Dissolution des Lionceaux.
- Les Sunlights sortent leur EP 45 t "Le déserteur" de Boris Vian.
- Printemps : Les Problèmes (accompagnateurs d'Antoine et futurs Charlots), sortent leurs premiers disques ("Si c'est la nuit").
- Dans sa chanson Les Élucubrations, Antoine s'en prend à Johnny Hallyday. Ce dernier réplique avec Cheveux longs et idées courtes.

- 25 Mars : Hugues Aufray qui vient de sortir son album "Chante Dylan" vient sur la scène de l'Olympia pour un seul concert.
- 24 mai : concert de Bob Dylan à l'Olympia à Paris[4].
- Juin : révélation de Jacques Dutronc, avec son premier EP comportant en particulier Et moi, et moi, et moi et Mini, mini, mini.
- Juillet : parution du premier numéro du magazine Rock & Folk, avec Bob Dylan en couverture.
- 14 août : naissance de David Hallyday, premier enfant de Johnny Hallyday et de Sylvie Vartan.
- 10-11 septembre : Otis Redding donne deux concerts à l'Olympia à Paris, avec Vigon en première partie.
- 13 octobre : Johnny Hallyday commence à Évreux (Eure) une tournée, (Jimi Hendrix assure la première partie).
- 18 octobre : Johnny Hallyday se produit à l'Olympia, à Paris, dans le cadre d'un Musicorama, (toujours en première partie, Jimi Hendrix est au programme).
- 25 octobre : Michel Polnareff se produit à l'Olympia, à Paris, lors d'un Musicorama.
- Novembre : le magazine Rock & Folk devient mensuel.
- Novembre : le magazine Disco Revue tente de se relancer sous le titre Les Rockers.
- 8 novembre : Jerry Lee Lewis se produit à l'Olympia à Paris, dans un Musicorama. Vince Taylor est en première partie.
- 18 décembre : Jimi Hendrix passe à l'Olympia à Paris en vedette d'un Musicorama.

#### 1967

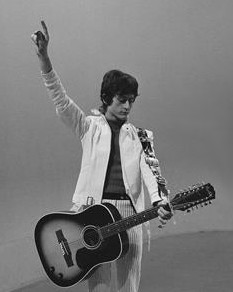
Michel Polnareff à la télévision néerlandaise en 1967.

- Formation des groupes Ame Son, Gong et Triangle.
- 21 février : Chuck Berry se produit à l'Olympia à Paris, dans un Musicorama.
- 15 mars : Johnny Hallyday et Sylvie Vartan se produisent ensemble à l'Olympia de Paris. Le spectacle est prolongé jusqu'au 16 avril.
- 21 mars : Stax Tour à l'Olympia à Paris, avec Otis Redding, Sam and Dave, Carla Thomas, Eddie Floyd, Arthur Conley, The Mar-Keys, etc.
- Juillet : tournée L'Épopée du rock, organisée par Jacques Barsamian et Jean-Louis Rancurel, avec Vince Taylor, Danny Boy et ses Pénitents (reformés)...
- Été : Johnny Hallyday effectue une tournée triomphale à travers la France, avec plus de 100 concerts.
- 23 septembre : Gene Vincent commence à Rennes une tournée en France qui s'achève le 20 octobre à Montbéliard (15 concerts).
- 9 octobre : Jimi Hendrix se produit à l'Olympia à Paris.
- 29 octobre : Paul McCartney fait une escapade de deux jours à Nice pour filmer un lever de soleil qui sera utilisé dans le film des Beatles Magical Mistery Tour.
- 14 novembre, "Musicorama" exceptionnel d'Europe No 1 de Johnny Hallyday au Palais des Sports de Paris, devant 7000 spectateurs, (c'est l'acte fondateur de ce que seront ces "grands" show à venir).
- 16 décembre : John Lennon et George Harrison sont à Paris pour assister à un gala de l'Unicef, au palais de Chaillot, auquel participe le maharishi Mahesh Yogi.

#### 1968
- Formation des groupes Zoo et Moving Gelatine Plates.
- Sortie des albums Jeune homme et Rêve et amour de Johnny Hallyday au son  grandement psychédélique (Jimmy Page est à la guitare sur le titre À tout casser).
- Serge Gainsbourg sort son album Initials B.B..
- 3 mars : Julie Driscoll donne un concert au Palais d'hiver à Lyon.
- Mai : formation du groupe Red Noise lors de son premier concert dans la Sorbonne occupée[29].
- 8 avril : Sylvie Vartan est la vedette d'un Musicorama à l'Olympia à Paris.
- Septembre : parution du premier numéro du magazine musical Best.
- 4 novembre : Muddy Waters se produit à la salle Pleyel à Paris.
- Décembre : parution du premier numéro du magazine Soul Bag consacré au rhythm and blues, au blues et à la musique soul.
- Décembre : Sylvie Vartan passe en vedette à l'Olympia à Paris. « Le début de ma véritable carrière », dit-elle.

#### 1969
- Gene Vincent donne plusieurs concerts à Paris et en province.
- Fondation du groupe Martin Circus au début de l'année, autour de Bob Brault et du saxophoniste Gérard Pisani
- Formation des groupes Ange, Dynastie Crisis, Présence et Magma.
- 21 mars : Johnny Hallyday donne un concert pour ses fans au Golf-Drouot à Paris.
- 13 avril : Janis Joplin se produit à l'Olympia de Paris.
- 24 avril / 4 mai : premier grand show de Johnny Hallyday au Palais des sports de Paris dans un spectacle qualifié par Rock & Folk de « show de l'an 2000 ». Il est accompagné sur scène par 17 musiciens, 40 danseurs et des cracheurs de feu. La prestation est captée dans le film 5 + 1, les cinq autres étant les Rolling Stones en concert à Hyde Park[4].
- Mai : la revue rock Big Beat, dirigée par Michel Thonney, publie son premier numéro.
- 10 octobre : Led Zeppelin se produit à l'Olympia à Paris, dans un Musicorama.
- 7-10 octobre : Gene Vincent se produit à Paris, d'abord au Rock'n'Roll Circus (3 soirs), puis au Golf-Drouot à Paris (le 10). Il donne ensuite quelques concerts en province.
- 14 novembre : John Lee Hooker et Lowell Fulson sont en concert à Bagneux, dans les Hauts-de-Seine.

### Les années 1970

#### 1970
- Formation des groupes Alice, Carpe Diem, Komintern, Lard Free et Pulsar.
- 30 janvier : concert » Soul Together » à l'Olympia de Paris, avec Joe Tex, Sam and Dave...
- Sortie de Kobaïa, premier album du groupe Magma et premier double album du rock français. Acte de naissance du rock progressif hexagonal et de la musique dite zeuhl.
- Sortie de l'album Comme à la radio de Brigitte Fontaine dont l'influence internationale deviendra importante notamment grâce aux critiques élogieuses de Sonic Youth.
- Sortie de Nador, premier album des Variations.
- 14 avril : Creedence Clearwater Revival donne son seul et unique concert en France.
- 21 au 26 juin : dernière tournée en France de Gene Vincent.
- Festival pop d'Aix-en-Provence
- Festival pop de Biot (Alpes-Maritimes).
- Festival pop de Valbonne (Alpes-Maritimes).

#### 1971

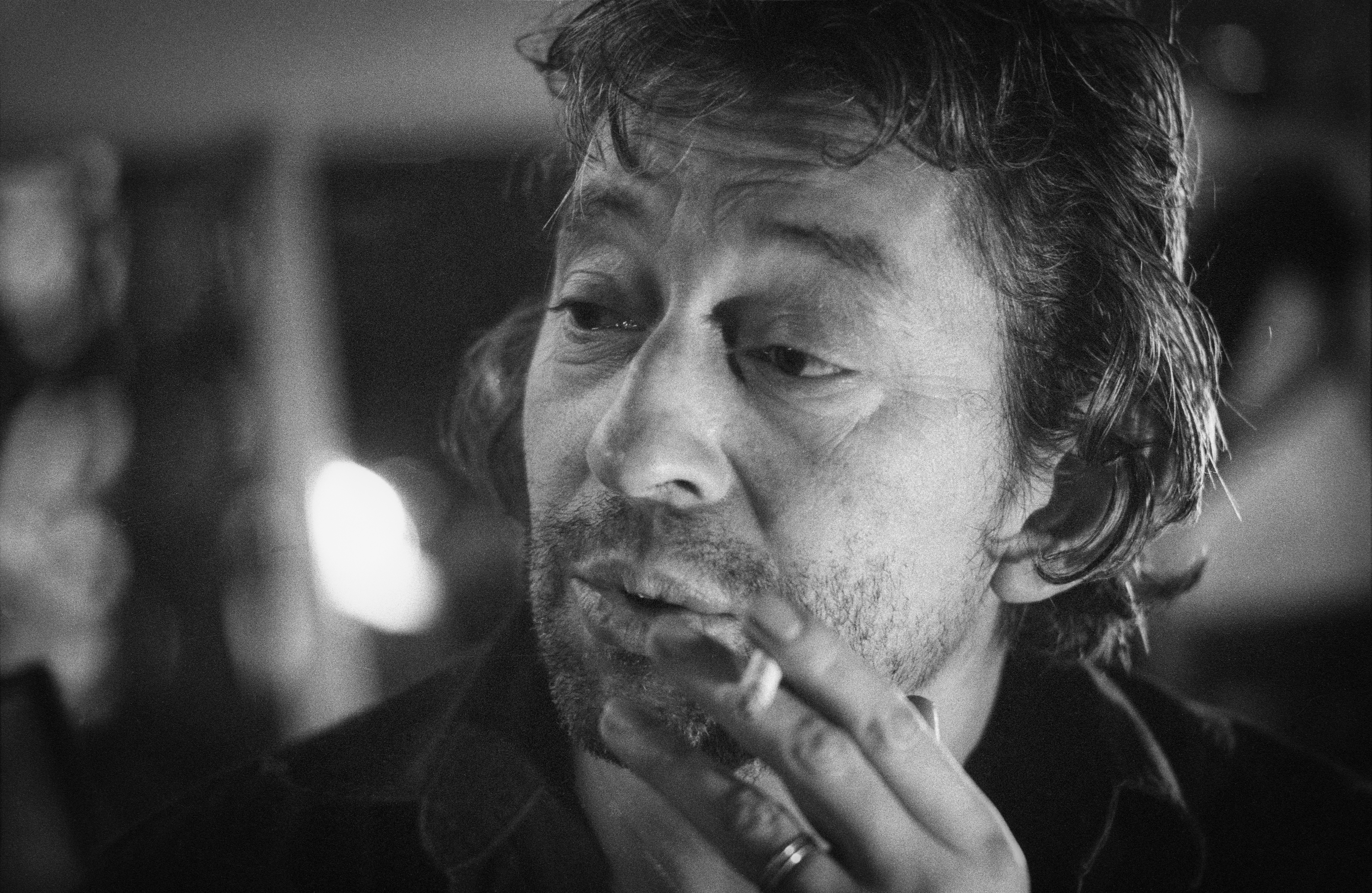
Serge Gainsbourg par Claude Truong-Ngoc en 1981.

- Georges Lang entre à RTL. Considéré comme l'un des spécialistes incontournables du rock en France, il est toujours aujourd'hui aux commandes d'émissions nocturnes consacrées au rock et à la country.
- Festival pop d'Auvers-sur-Oise (Val-d'Oise)
- Janvier : sortie de l'album Polnareff's de Michel Polnareff
- 12 mars : Jim Morisson s'installe à Paris, d'abord à l'Hôtel Georges V puis au 17 rue Beautreillis dans le Marais.
- 24 mars : Serge Gainsbourg publie son album Histoire de Melody Nelson aujourd'hui considéré comme une pièce majeure de l'histoire du rock[4].
- Juin :  Exilés en France pour fuir le fisc anglais, les Rolling Stones louent et enregistrent dans la Villa Nellcôte à Villefranche-sur-Mer leur album Exile on Main Street.
- 3 juillet : mort de Jim Morrison à Paris.
- Novembre : Léo Ferré publie l'album La Solitude, où il est accompagné par le groupe de jazz-rock Zoo.
- 21 décembre : naissance de Matthieu Chedid, fils du chanteur Louis Chedid.
- Novembre : Alan Stivell sort le 45 tours Pop Plinn. Ce morceau, qui mêle rock et musique bretonne, ouvre la voie au rock celtique[30].

#### 1972
- Formation des groupes Au Bonheur des dames, Atoll, Taï Phong, Wapassou et Zao.
- 28 février 1972 : concert d'Alan Stivell à l'Olympia, qui marque la naissance en France du rock celtique.
- 26 mars : Manassas, avec Stephen Stills, sont à l'Olympia de Paris, pour un Musicorama.
- 5 juin : sortie de Caricatures, le premier album d'Ange.
- Sortie de Viens avec nous, deuxième album du groupe Triangle.
- 5 octobre : retour de Stephen Stills et Manassas pour un concert à l'ancienne gare de la Bastille

#### 1973

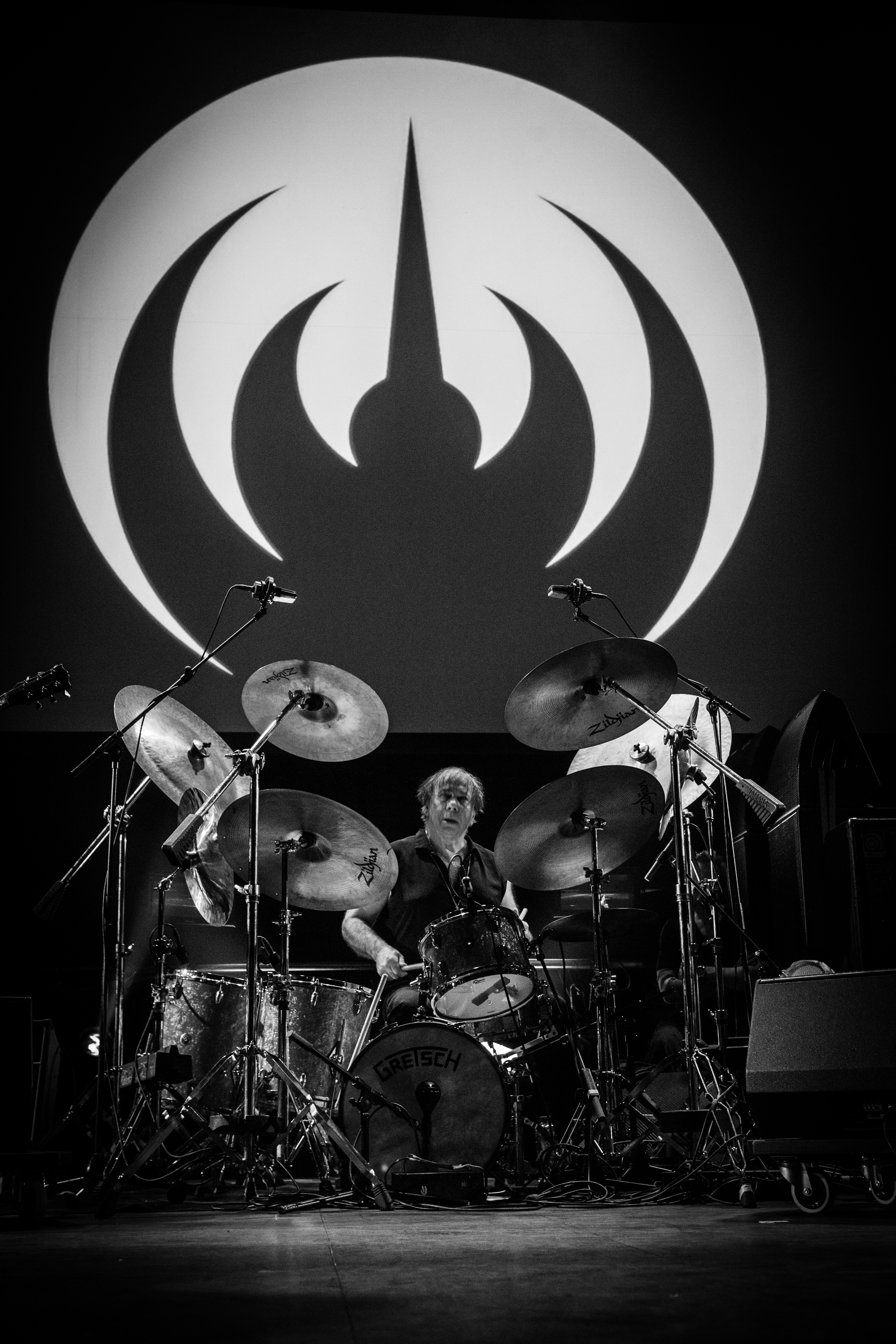
Magma au Roadburn Festival à Tilbourg en 2017.

- Formation des groupes Artcane, Malicorne, Mélusine, Mona Lisa et The Frenchies.
- Fondation des Dogs à Rouen.
- Concert de Marc Bolan et T.Rex à l'Olympia.
- 25 avril : Johnny Hallyday sort l'album Insolitudes, qui contient La Musique que j'aime.
- Création de la trilogie Theusz Hamtaahk par Magma.
- Sortie de l'album Chemins de terre d'Alan Stivell, qui contient notamment le titre Brezhoneg 'raok.
- Sortie du 2e album du groupe Ange intitulé Le Cimetière des arlequins.
- La formation Gong sort Flying Teapot et Angel's Egg, les deux premiers albums de la trilogie Radio Gnome Invisible.

#### 1974
- Fondation des groupes Little Bob Story, Océan, Rockets et Shylock.
- Formation des groupes belges Machiavel et Les Tueurs de la Lune de Miel.
- 14 mars : Magma participe aux Peel Session de John Peel sur BBC Radio 1.
- 26 avril : le groupe messin Divodurum remporte le 1er prix au Golf Drouot.
- Sortie de l'album BBH 75 de Jacques Higelin, premier album d'un nouveau rock français, plus dur, préfigurant le punk. Les textes et musiques sont originaux, et non des adaptations de la pop anglaise. Il préfigure Téléphone, Alain Bashung, Starshooter, etc.
- Parution de l'album de la maturité de  Ange : Au-delà du délire.
- Sortie de l'album Moroccan Roll des Variations.
- Le groupe de glam rock / protopunk The Frenchies, comprenant Jean-Marie Poiré au chant, sort son unique album Lola Cola.

#### 1975
- Formation des groupes Bijou, Guilty Razors, Orion, Starshooter et Vortex.
- Février : Serge Gainsbourg publie l'album Rock around the bunker parodiant l'Allemagne Nazie.
- Juin : sortie du single Sister Jane de Taï Phong
- Septembre : sortie du 4e album d'Ange, Émile Jacotey.
- Fondation du groupe de hard rock français Shakin' Street qui comprendra notamment: à ses tout-debuts  Louis Bertignac et Corine Marienneau, Ross the boss en 1979 et, plus tardivement, Norbert Krief.
- Le premier titre de Renaud, Hexagone, est interdit d'antenne sur France Inter.
- Le cinquième album de Gérard Manset, le second à être simplement intitulé Manset, comprends notamment les titres Il voyage en solitaire et On sait que tu vas vite.
- Le single Ma-ry-lène de Martin Circus, adaptation de Barbara Ann des Beach Boys, se vend à plus de 600 000 exemplaires.

#### 1976

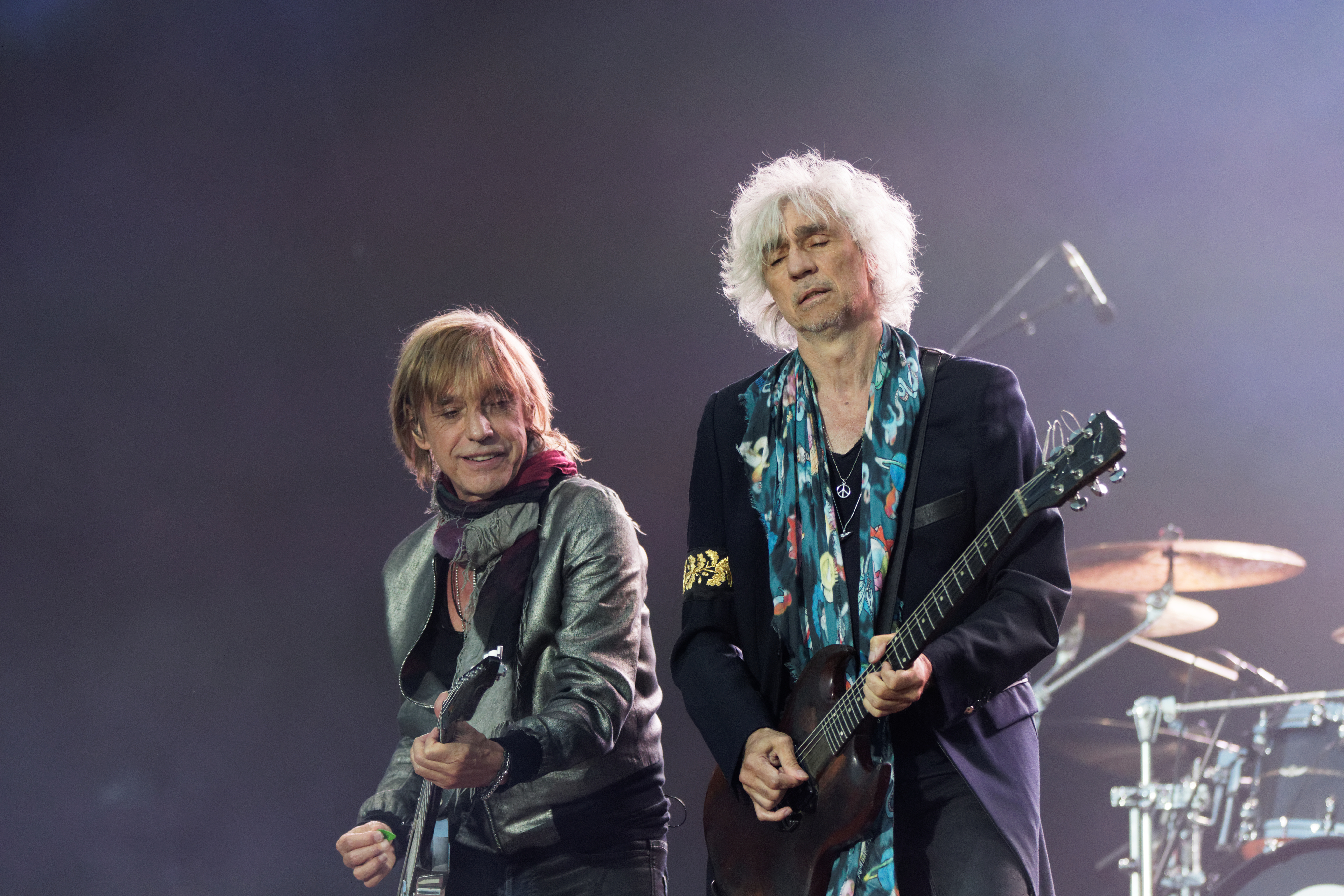
Jean-Louis Aubert et Louis Bertignac du groupe Téléphone, lors du concert des Insus ? au Festival des Vieilles Charrues en 2016.

- Formation des groupes Asphalt Jungle, Marie et les Garçons, Métal Urbain, Stinky Toys, Storlock et Strychnine.
- Janvier : sortie de l'album Irradié de Jacques Higelin qui s'ouvre avec le morceau Rock in chair.
- 21 août : le premier festival d'Europe consacré au mouvement punk se déroule à Mont-de-Marsan, avec la présence notable des groupes The Damned, Dr. Feelgood, Eddie and the Hot Rods  ou encore Little Bob Story[4].
- 3 et 5 septembre : les Sex Pistols donnent leur premier concert à l'étranger au Chalet du Lac à Paris.
- Septembre : sortie de l'album Almanach du groupe Malicorne.
- Du 28 septembre au 30 octobre, Johnny Hallyday se produit au Palais des Sports de Paris avec le spectacle Johnny Hallyday story.
- Octobre : Taï Phong sort l'album Windows, qui contient le hit Sister Jane.
- 7 novembre, sortie du premier double album studio de Johnny Hallyday Hamlet proche du rock progressif.
- 12 novembre : formation du groupe Téléphone, qui n'a pas encore de nom, pour un concert au Centre Américain de Paris[31].
- 18 novembre : Serge Gainsbourg publie son album souvent considéré comme le plus abouti textuellement : L'Homme à tête de chou.
- 10 décembre : Métal Urbain joue son premier concert. Le groupe sera par la suite encensé par des personnalités internationales du rock telles que John Peel ou Jello Biafra.
- L'album High Times est publié par Little Bob Story.
- Eddy Mitchell sort l'album Sur la route de Memphis.
- Sortie de l'album Üdü Ẁüdü de Magma.
- L'album La Découverte ou l'Ignorance du groupe nantais Tri Yann contient le rock breton La Dérobée de Guingamps et le tube La Jument de Michao.

#### 1977
- Fondation des groupes Marquis de Sade et Trust.
- Sortie de l'album Douar Nevez de Dan Ar Braz.
- Parution de l'album Tertio d'Atoll.
- Mars : Bijou publie son premier album sous le titre Danse avec moi [4].
- Mai: Métal Urbain sort le 45 tours Panik.
- Juin : Asphalt Jungle sort son premier album Déconnection.
- 5 et 6 août : seconde édition du festival punk de Mont-de-Marsan avec notamment The Clash, The Police, The Damned. Le festival fit l'objet d'un film documentaire par Jean-François Roux nommé Hot Cuts From Mont-de-Marsan.
- Octobre : Renaud sort Laisse béton, son second album.
- 25 novembre : sortie de Téléphone, premier album studio du groupe Téléphone.
- Novembre : Hubert-Félix Thiéfaine sort son premier album Tout corps vivant branché sur le secteur étant appelé à s'émouvoir.
- 1er décembre : parution de Ça plane pour moi, du chanteur belge Plastic Bertrand, qui rencontre un succès international.
- 4 décembre Marc Barrière produit le 1er concert de Bijou à l'Olympia avec Trust en première partie
- Premier album d'Alain Bashung Roman-photos.
- Premier album homonyme de Stinky Toys.

#### 1978

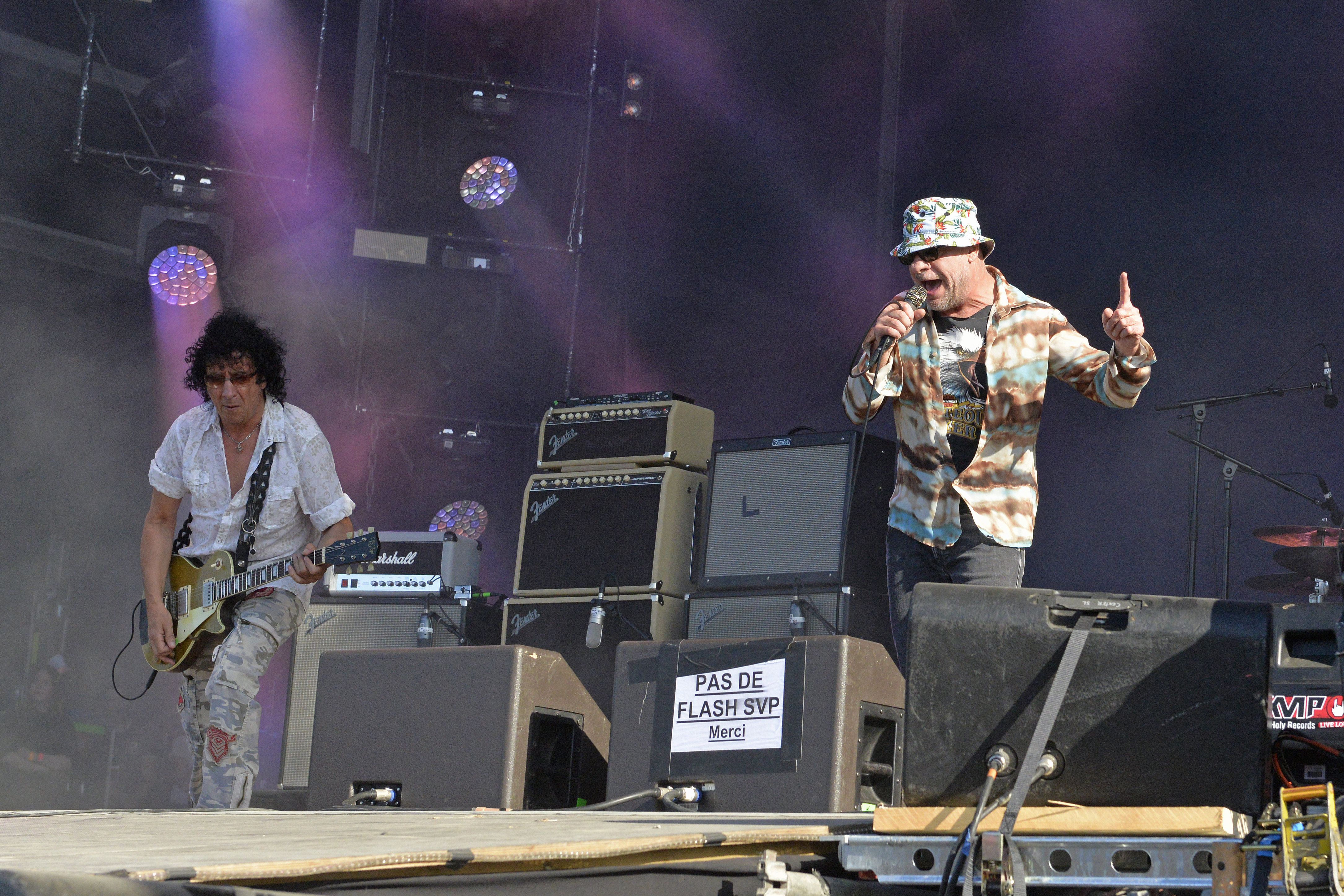
Trust au Hellfest en 2007.

- Fondation des groupes Extraballe, Lili Drop, Oberkampf, Olivensteins, OTH, Porte-Mentaux et Taxi Girl.
- Sortie de l'album Full Speed Ahead de Ganafoul.
- Parution de l'album 2870, le plus rock de Gérard Manset[32].
- Le second 45 tours de Starshooter, très irrévérencieux envers les Beatles, Get Baque / En Chantier est retiré des ventes au bout d'une semaine. La même année, leur premier album très bien accueilli les propulse, tout comme Téléphone, nouveau phénomène du rock français. Le 11 juin, ils sont à l'affiche d'une nuit punk à l'Olympia en compagnie de Stinky Toys[4].
- 9 janvier : sortie du premier 45t de Trust : Prends pas ton flingue.
- Du 29 juin au 4 juillet Marc Barriére produit et organise la première édition Le Rock d'Ici à l'Olympia (30 groupes)
- Du 3 au 7 juillet, Bob Dylan, au cours de sa première tournée mondiale depuis 1966, fait son grand retour en France, au Pavillon de Paris à La Villette, pour cinq shows flamboyants.
- Septembre : retour en force du rock à la télévision avec l'émission Chorus, animée par Antoine de Caunes et Jacky, qui va diffuser des concerts en live d'artistes du rock internationales ou nationales.
- 19 octobre : fondation du club Le Rose Bonbon par Marc Barrière.
- Sortie de l'album Pour un bébé robot de Mama Béa

#### 1979
- Fondation de La Souris Déglinguée autour du chanteur Tai-Luc.
- Catherine Ringer et Frédéric Chichin forment des Rita Mitsouko.
- 30 janvier : Johnny Hallyday sort Hollywood, qui contient Le Bon Temps du rock and roll.
- 13 mars : avec son treizième album Aux armes et caetera, Serge Gainsbourg se frotte au reggae. La chanson éponyme qui reprend des paroles de La Marseillaise en version reggae fera polémique sur scène avec injures et provocations d'anciens combattants.
- Mars : Alain Bashung sort Roulette russe, son deuxième album.
- 2 avril : l'album Crache ton venin de Téléphone est publié.
- 28 mai : sortie de Trust, premier album éponyme de Trust.
- 25 octobre : Buddy Guy et Junior Wells sont en concert à la Mutualité à Paris.
- Renaud sort Ma gonzesse, son troisième album.

### Les années 1980

#### 1980

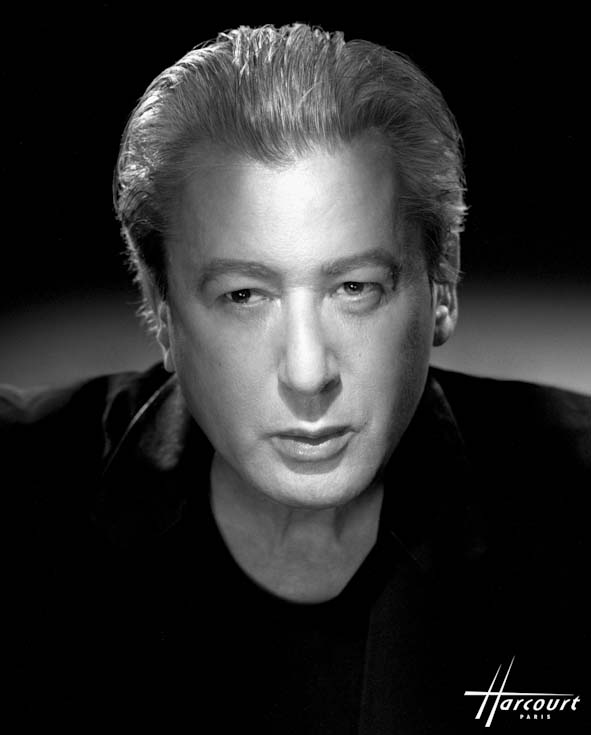
Alain Bashung photographié par le Studio Harcourt en 2007.

- Alain Bashung connait un premier succès avec le single Gaby oh Gaby.
- Février : Renaud sort Marche à l'ombre, son  quatrième album.
- 30 mai : Sortie de l'album Répression de Trust comprenant la chanson Antisocial.
- 25 octobre : Téléphone sort l'album Au cœur de la nuit.
- 17 novembre : naissance de Katerine Gierak, la future Mademoiselle K.
- 18 décembre : Johnny Hallyday publie le 45 tours Ma gueule.
- Hiver 1980 / 1981 : série de concerts de Jacques Higelin au Théâtre Mogador.

#### 1981
- Sortie de l'album Poèmes Rock par Charlélie Couture.
- Séparation du groupe Marquis de Sade.
- Les Désaxés donnent leur premier concert au Gibus.
- 21-22 avril : 2e Festival de country music à l'hippodrome de Pantin (Seine-Saint-Denis), avec Jerry Lee Lewis, Carl Perkins et Wanda Jackson le 21, et Johnny Cash et Tammy Wynette le 22.
- 29 Septembre....Marc Barriére produit le tout premier concert d'Indochine au Rose Bonbon
- Automne : le Golf Drouot, temple du rock français ferme ses portes...
- Novembre : Renaud sort l'album Le Retour de Gérard Lambert.
- Alain Bashung sort Pizza, son troisième album, qui contient Vertige de l'amour.
- Parution de J'aime regarder les filles, un single de Patrick Coutin.

#### 1982

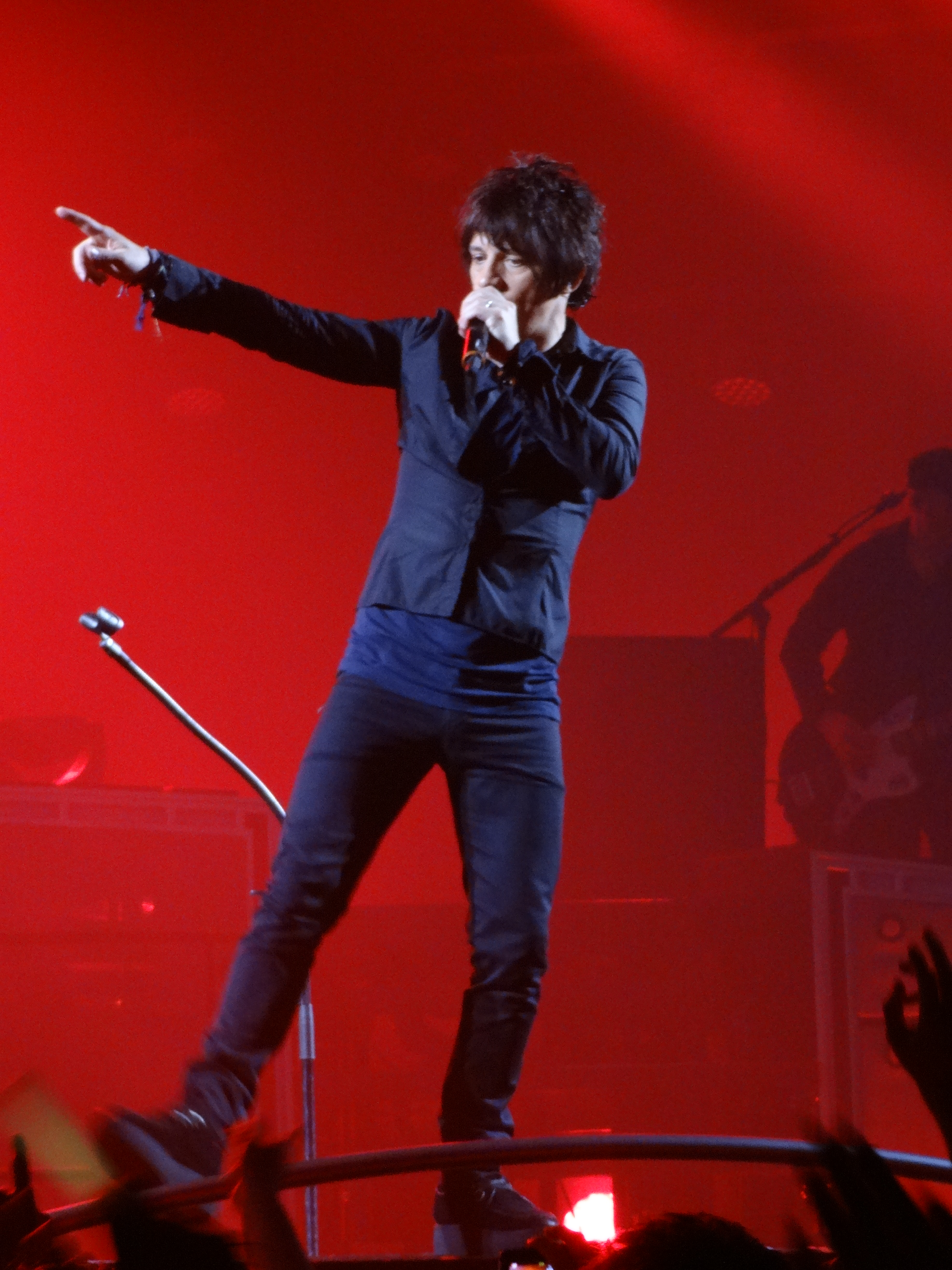
Nicola Sirkis du groupe Indochine en concert à Brest en 2013.

- Sortie de l'album Play blessures d'Alain Bashung dont les textes sont signés par Serge Gainsbourg.
- Sortie de l'album Vite avant la saisie de Gogol Premier.
- 7 janvier : première diffusion de l'émission Les enfants du rock sur Antenne 2, présentée entre autres par Pierre Lescure, Philippe Manœuvre, Antoine de Caunes et Alain de Greef[4].
- 20 avril : sortie d'un album de 10 nouveaux titres des Chats Sauvages reformés pour l'occasion, avec Dick Rivers pour leur vingtième anniversaire publié chez RCA, dont Dick est le producteur et enregistré au Château d'Hérouville en août 1981
- 3 juin : sortie de l'album Dure Limite de Téléphone.
- Du 1er juillet au 3 juillet puis du 9 juillet au 11 juillet Marc Barriére produit et organise la 2éme édition du "Rock d'Ici" à l'Olympia (34 groupes)
- 15 novembre : sortie de L'aventurier, premier album du groupe Indochine.

#### 1983
- Formation des groupes punk Ludwig von 88, Les Rats et Les Wampas.
- 19 février : concert d'adieu des Bérurier à l'usine de Pali-Kao. Ce concert marque finalement la naissance des Bérurier Noir groupe majeur du rock français.
- août : Nicko McBrain quitte Trust pour rejoindre les Anglais d'Iron Maiden. Clive Burr fait lui le chemin inverse.
- Septembre : Les Chats Sauvages d'origine, avec Mike Shannon sortent un album de huit titres dont sept chansons avec paroles et musique de Mike Shannon. Malgré la qualité de l'œuvre, il n'aura qu'un succès d'estime.

#### 1984
- Janvier : sortie de Positif, le troisième album de Jean-Jacques Goldman.
- 17 janvier - 5 février : Renaud inaugure le Zénith de Paris.
- 3 mars : Étienne Daho sort La Notte, la Notte, son second album.
- 7 mai : Téléphone sort son dernier album Un autre monde.
- Juin : mort de Dany Logan.
- 2 octobre : Serge Gainsbourg sort l'album Love on the Beat.
- Sortie du premier album des Rita Mitousko comprenant le tube Marcia baila.
- Fondation des Têtes Raides et du groupe punk Parabellum.
- Sortie du deuxième 45 tours du groupe Les Désaxés, Tout ce que je veux.
- 16 octobre Fermeture définitive du Rose Bonbon

#### 1985

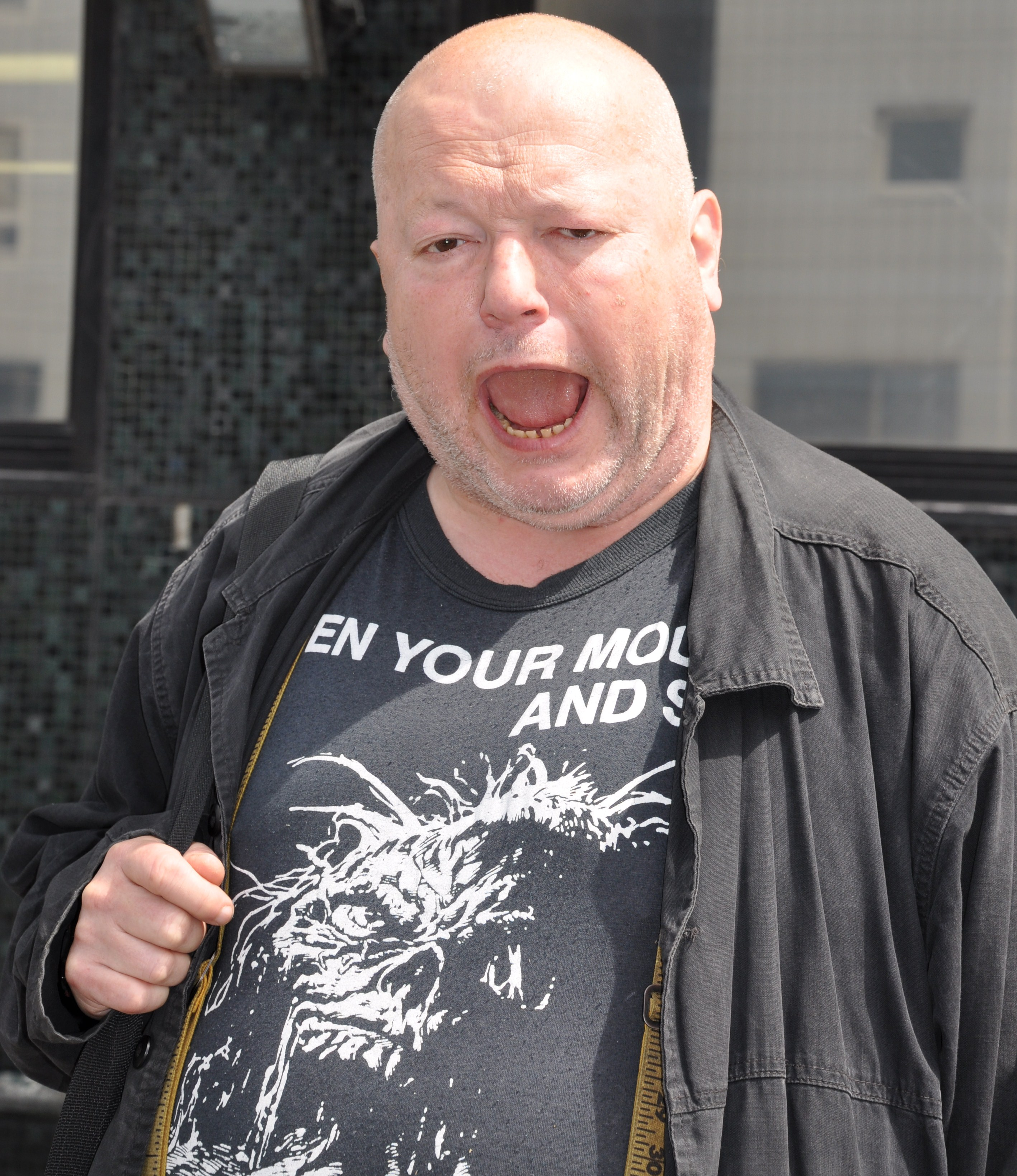
François Hadji-Lazaro, leader des Garçons Bouchers et Pigalle, et fondateur de Boucherie Productions, en 2009.

- Fondation du groupe punk Les Garçons Bouchers par François Hadji-Lazaro.
- mars : sortie de l'album Concerto pour détraqués des Bérurier Noir.
- 10 mai : sortie de l'album 3 marquant la consécration d'Indochine qui écoule 800 000 albums et 1 300 000 singles en France.
- Sortie de l'album live au Rose Bonbon du groupe Les Désaxés.
- 15 juin : concert gratuit et géant sur la place de la Concorde à Paris organisé par SOS Racisme ; à l'affiche Téléphone, Indochine, Coluche, Alain Bashung, Jean-Jacques Goldman, Fine Young Cannibals...
- 26 juin : sortie de Rock'n'Roll Attitude de Johnny Hallyday, album écrit et réalisé par Michel Berger.
- 31 juillet : Trust annonce sa séparation.
- 12 septembre au 12 octobre : Jacques Higelin reste pendant un mois à Bercy. Il demeure l'artiste qui y a été affiché le plus longtemps.
- 13 septembre : parution de Non homologué de Jean-Jacques Goldman.
- 1er novembre : Téléphone sort Le jour s'est levé, son dernier single.
- Le chanteur suisse Stephan Eicher sort l'album I Tell This Night.

#### 1986
- Lancement du magazine Les Inrockuptibles par Christian Fevret et Arnaud Deverre[4].
- 1er avril : Étienne Daho sort Pop Satori, son troisième album, qui contient Tombé pour la France, Épaule Tattoo et Duel au soleil.
- 21 avril : séparation de Téléphone. Taxi Girl se sépare la même année.
- 20 septembre : sortie de l'album The No Comprendo des Rita Mitsouko comprenant notamment les chansons Les Histoires d'A., Andy et C'est comme ça.
- Automne : lancement de la radio Ouï FM par Pierre Raiman, Philippe Mazière, Bertrand Jullien, Isabelle Gornet et Éric Mettout.
- 6 décembre : sortie de Gang, album de Johnny Hallyday écrit et réalisé par Jean-Jacques Goldman.

#### 1987
- 31 janvier : Noir Désir publie son premier EP six titres, Où veux-tu qu'je r'garde ?.
- 1er février : parution de Plâtre et Ciment d'Aubert'n Ko, le nouveau groupe de Jean-Louis Aubert et Richard Kolinka.
- 1er avril : Louis Bertignac sort Bertignac et les Visiteurs, album enregistré avec Corine Marienneau.
- avril : concert de Ray Charles au pavillon Baltard à Nogent-sur-Marne.
- 2 novembre : Serge Gainsbourg sort son dernier album, You're Under Arrest.
- 8 novembre : Les Thugs participent aux Peel Session de John Peel sur BBC Radio 1
- Les Porte-Mentaux obtiennent un succès public avec la chanson Elsa Fraulein.
- Parution de Silence, quatrième album de Stephan Eicher.

#### 1988

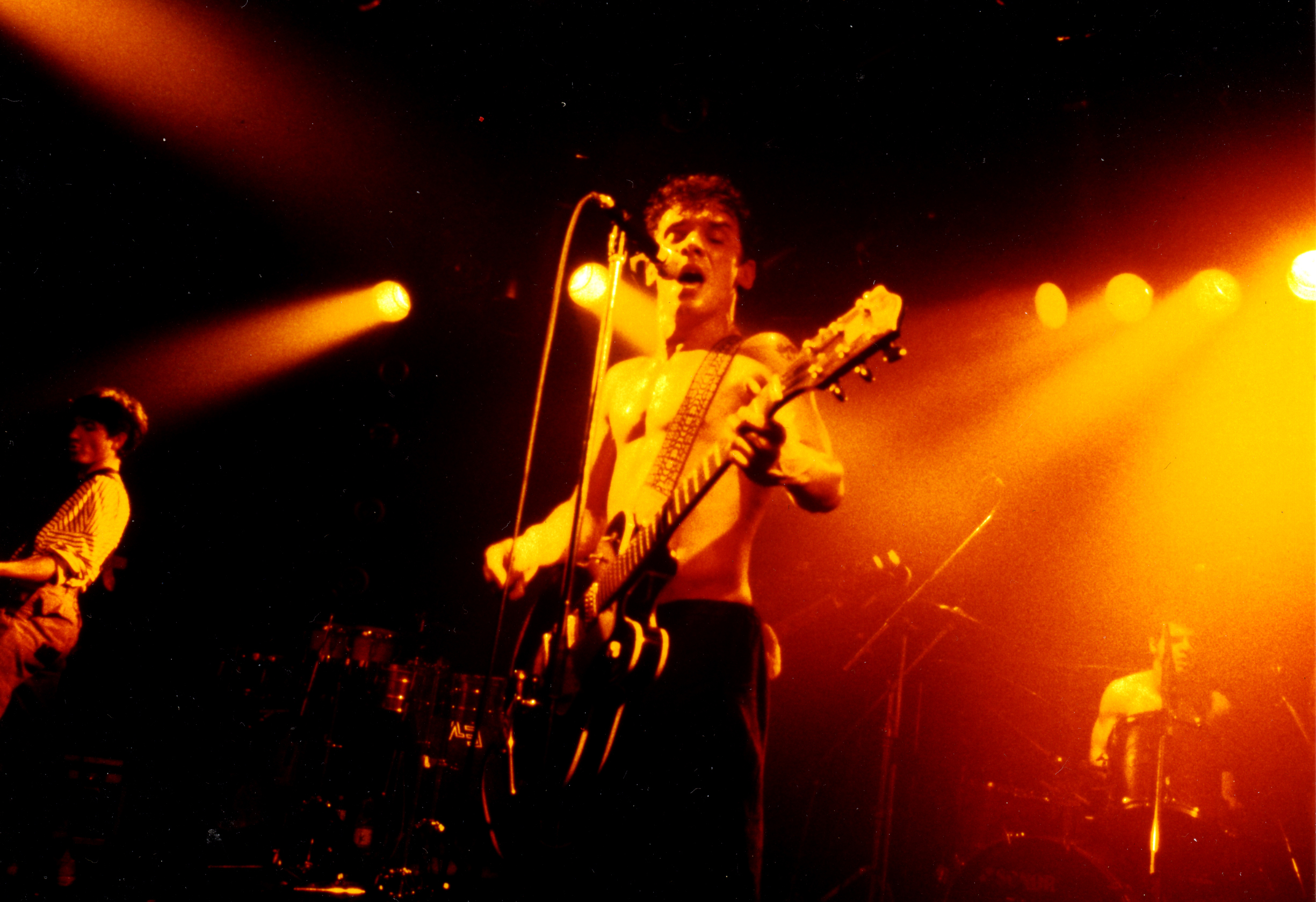
La Mano Negra en concert à Tokyo en 1990.

- De mars à mai : Indochine entame une tournée qui les conduira en France, Belgique, Suisse, Canada et au Pérou pour quatre concerts à guichets fermés à Lima rassemblant 48 000 personnes.
- 16 juin : Dany Maranne bassiste des Fantômes meurt assassiné devant chez lui par des voyous.
- 19 septembre : sortie de l'album State of Euphoria du groupe américain Anthrax. L'album contient comme second single la reprise Antisocial de Trust. L'enregistrement de cette reprise amène le groupe français à se reformer, et lui confère une notoriété outre-atlantique.
- 24 et 25 septembre : Première édition française des Monsters of Rock à Bercy avec Iron Maiden, Trust, Anthrax et Helloween. À la suite de ce concert :  sortie en France et aux États-Unis de l'album live Paris by Night de Trust.
- 11 octobre : Les Thugs se produisent à Berlin au festival Independence days, leur prestation débouche sur la signature avec le prestigieux label de Seattle Sub Pop.
- 24 octobre : sortie de Patchanka, le premier album de la Mano Negra.
- 6 décembre : Jacques Higelin sort l'album Tombé du ciel.
- Le groupe bordelais Gamine obtient son plus grand succès avec la chanson Voilà les anges.
- Soldat Louis sort Première Bordée, qui contient la chanson Du rhum, des femmes.

#### 1989
- 10 janvier : sortie de Veuillez rendre l'âme (à qui elle appartient). Noir Désir obtient son premier succès avec la chanson Aux sombres héros de l'amer.
- 24,25 et 26 juin : première édition des Eurockéennes de Belfort avec Catherine Lara, CharlÉlie Couture, Elvis Costello, Jacques Higelin, Ange, Les Garçons Bouchers, Nina Hagen, Noir Désir, Gamine...
- 1er septembre : 
  - l'album Puta's fever de la Mano Negra est publié.
  - Jean-Louis Aubert sort l'album Bleu Blanc Vert.
- Septembre : 
  - Sortie de L'Eau rouge, second album du groupe suisse The Young Gods.
  - le groupe Lofofora se forme.
- 6-14 novembre : première Tournée d'Enfoirés, avec Jean-Jacques Goldman, Johnny Hallyday, Michel Sardou, Eddy Mitchell et Véronique Sanson.
- 11 novembre : après trois concerts à l'Olympia les 9, 10, et 11 novembre, les Bérurier Noir se séparent.

### Les années 1990

#### 1990
- 24  avril : sortie de l'album 30 cm d'Elmer Food Beat, avec les chansons Daniela et Le plastique c'est fantastique.
- Sortie de l'album Regards affligés sur la morne et pitoyable existence de Benjamin Trembley, personnage falot mais ô combien attachant du groupe Pigalle, qui contient la chanson Dans la salle du bar tabac de la rue des Martyrs.

#### 1991
- Sortie de l'album Osez Joséphine par Alain Bashung.
- Février: sortie de l'album Du ciment sous les plaines de Noir Désir.
- 2 mars : décès de Serge Gainsbourg à Paris.
- 4 avril : sortie de King of Bongo, 3e album de la Mano Negra.
- 10 juin : Stephan Eicher publie l'album Engelberg, qui contient Déjeuner en paix.
- 27 août : mort de Vince Taylor en Suisse[33].

#### 1992

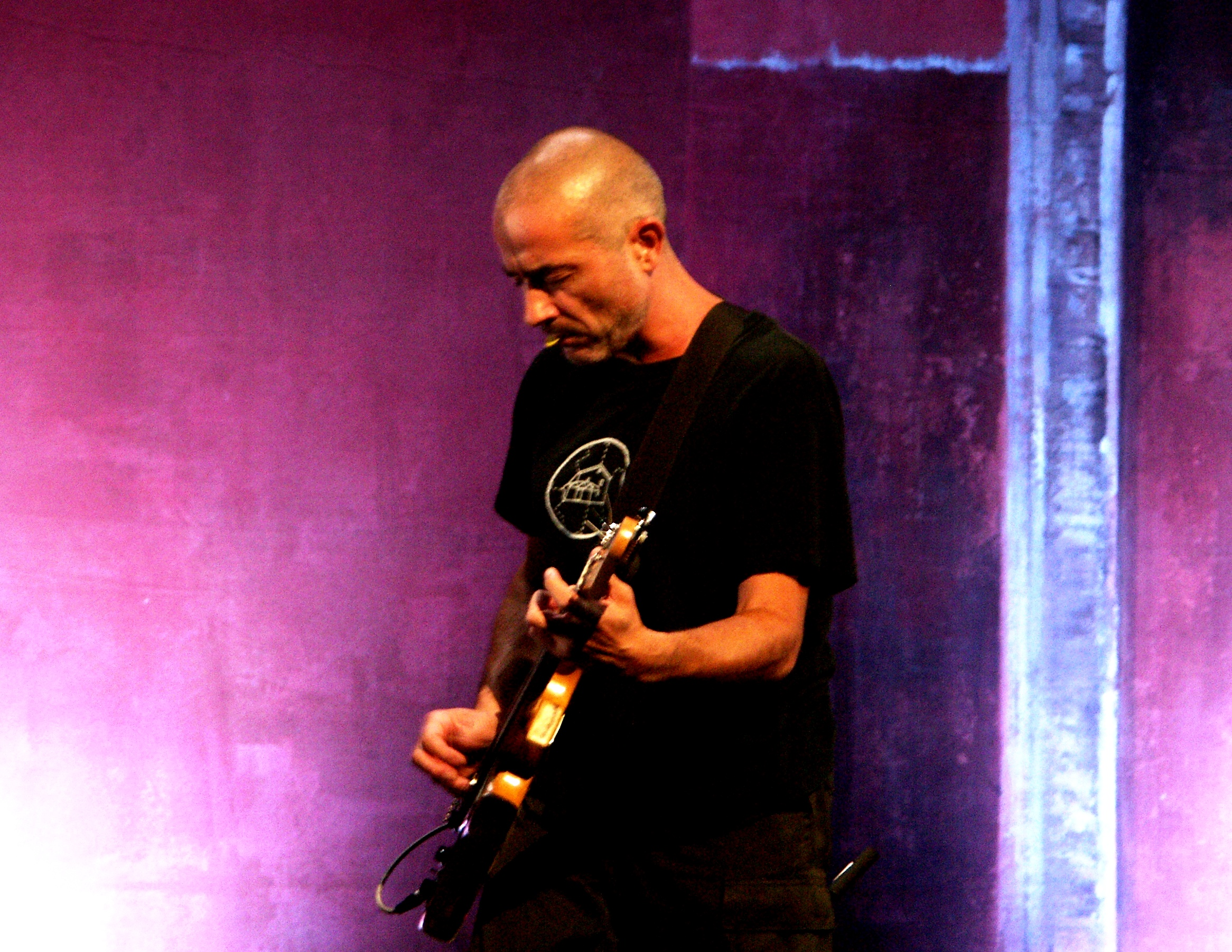
Serge Teyssot-Gay du groupe Noir Désir en concert à Toulouse en 2005.

- 25 février : première émission des Black Sessions sur France Inter animées par Bernard Lenoir.
- 5 mai : Les Innocents sortent Fous à lier, leur deuxième album.
- 4 juillet : première Fête des Vieilles Charrues à Landeleau, qui deviendra le Festival des Vieilles Charrues.
- 21 septembre : parution de Vanessa Paradis, le second album de la chanteuse, entièrement écrit et réalisé par Lenny Kravitz.
- 7 décembre : sortie de l'album Tostaky par Noir Désir.

#### 1993
- 22 janvier : mort d'Helno, le chanteur des Négresses Vertes, à 29 ans, d'une surdose d'héroïne.
- 10 mai : sortie de Elle et Louis, premier album solo de Louis Bertignac.
- 11 juin : Jean-Louis Aubert sort l'album H.
- Sortie chez Vinyl Solution et Sub Pop de As happy as Possible des Thugs, cet album sera leur meilleur succès commercial avec 40 000 exemplaires vendus dans le monde, dont 15 000 aux États-Unis, et autant en France.
- Le chanteur suisse Stephan Eicher sort l'album Carcassonne.
- Formation du groupe Dionysos.
- Philippe Manœuvre devient rédacteur en chef du magazine Rock & Folk.

#### 1994

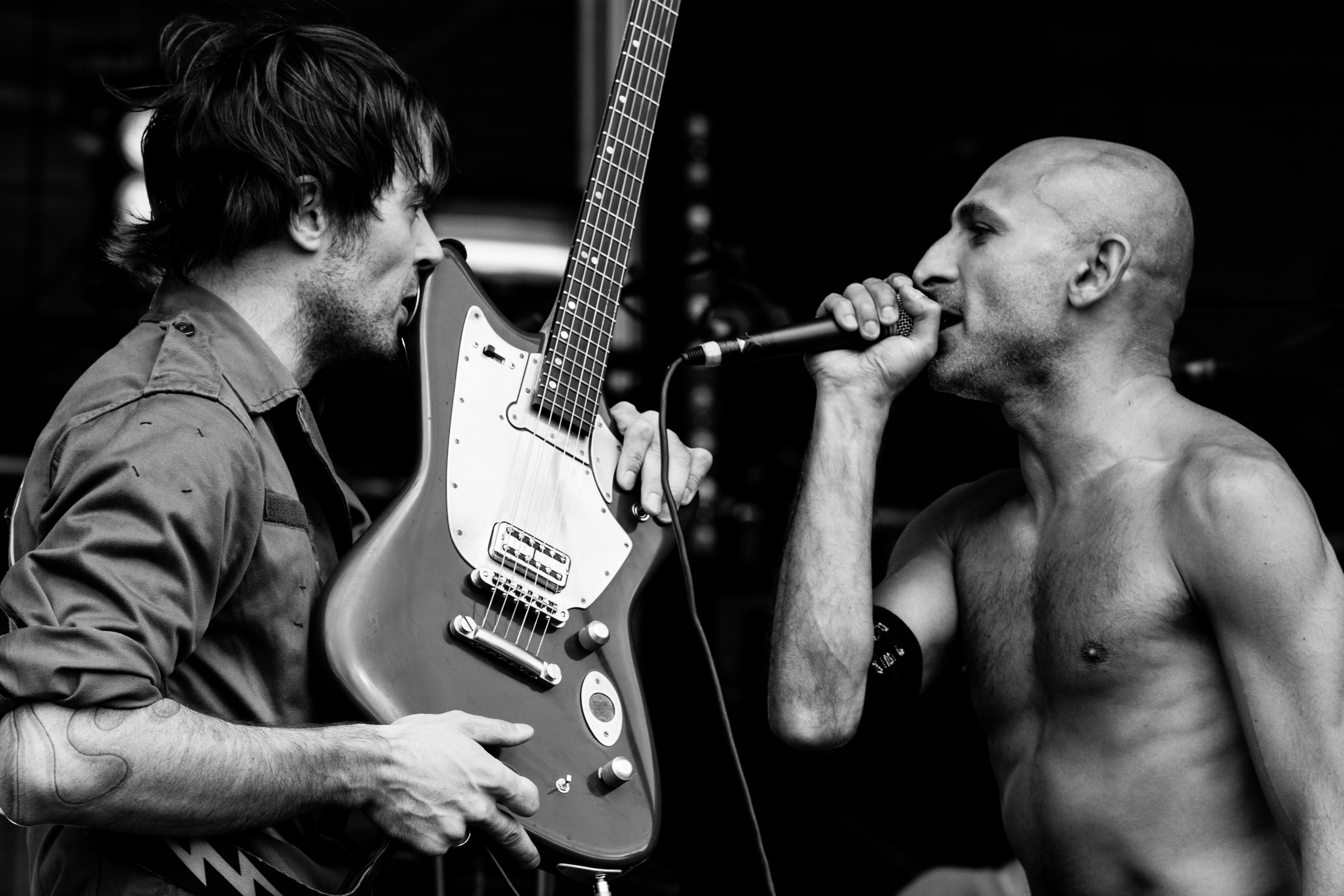
No one is innocent en concert à la Fête de l'Humanité en 2011.

- 17 mai : sortie nationale de Billy Ze Kick et les Gamins en folie, premier album du groupe éponyme, qui contient Mangez-moi ! Mangez-moi ! et OCB.
- 9 juin 1994 : Johnny Cash donne son dernier concert à Paris au Bataclan.
- Alain Bashung publie l'album Chatterton, sur lequel on trouve Ma petite entreprise.
- No Man's Land publie son 2ème album Conteste.
- No one is innocent sort son premier album, certifié disque d'or (100 000 ventes).
- Parution de La Dernière Année, premier album solo de Gérald de Palmas.

#### 1995
- 11 février : Jeff Buckley donne au Bataclan de Paris un concert mythique dont sera extrait l'album : Live from the Bataclan.
- 28 mars : Sloy participent aux Peel Session de John Peel sur BBC Radio 1
- Avril : Miossec sort son premier album Boire. Les Caméléons font de même.
- Juin : sortie de À la française, le cinquième album du chanteur belge Arno.
- 29 octobre : Zebda sort Le Bruit et l'Odeur, son deuxième album.
- 10 novembre : parution de Post-partum, le 3e album des Innocents.
- Les Garçons Bouchers se séparent.
- Sortie de Silmarils, premier album du groupe éponyme.
- Big Soul obtient un grand succès avec son album homonyme, qui contient les chansons Le Brio et Hippy Hippy Shake.

#### 1996
- Formation à Bayonne de Gojira sous le nom de Godzilla.
- Octobre : Sortie de l'alum #3 de Diabologum.
- 11 novembre : Noir Désir publie l'album 666.667 Club contenant les titres Un jour en France et L'Homme pressé.
- Sortie du premier album homonyme d'Astonvilla.

#### 1997

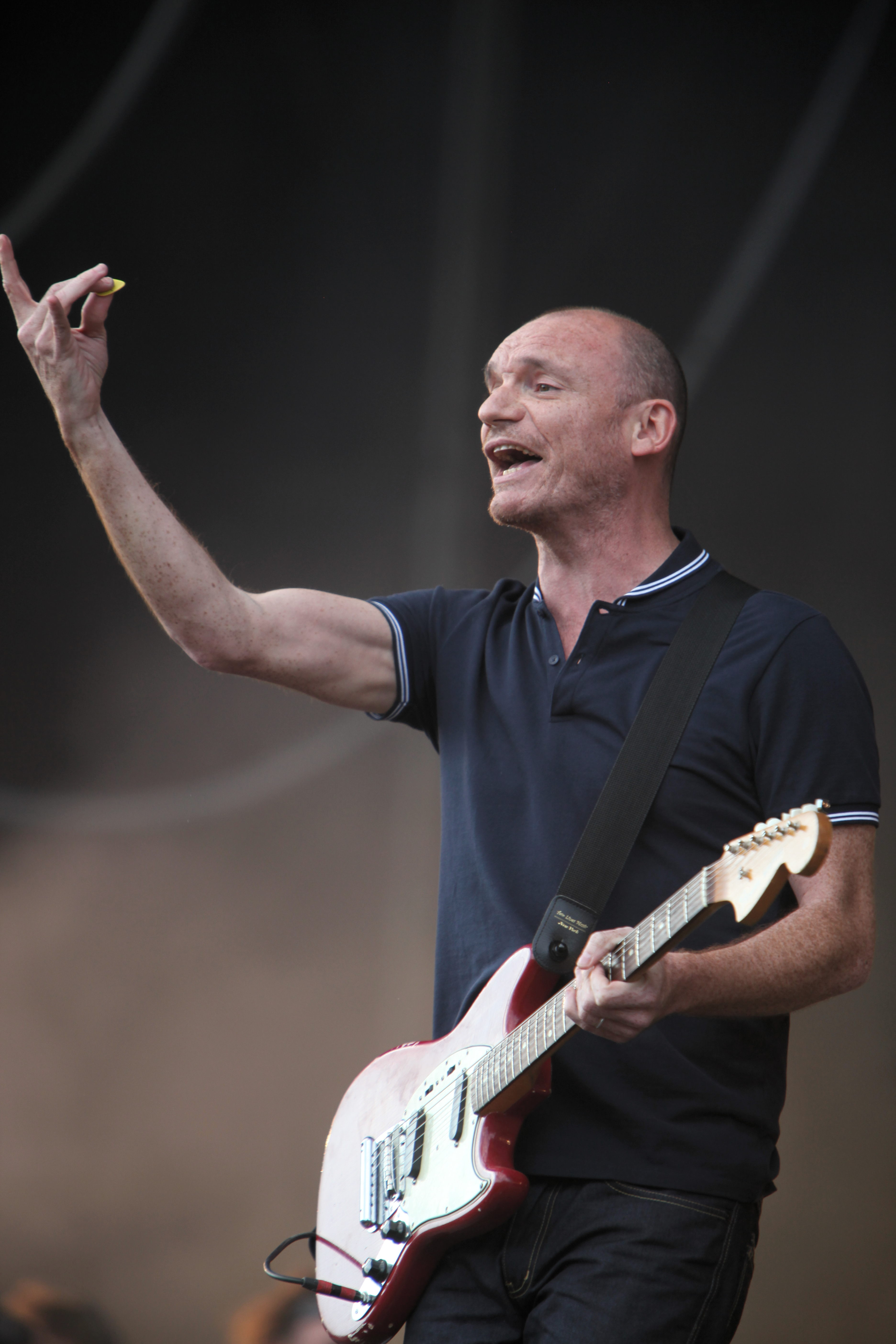
Gaëtan Roussel du groupe Louise Attaque en concert aux Eurockéennes de Belfort en 2011.

- Janvier : création de l'émission « Tracks »  diffusée sur Arte.
- 27 janvier : Emmylou Harris donne un concert au Bataclan de Paris avec Daniel Lanois en "guest"
- Mars : pendant une prestation live de Treponem Pal lors de l'émission Nulle part ailleurs sur Canal+, un danseur travesti en femme, exhibe son sexe à une heure de grande écoute[34].
- 22 avril : le groupe Louise Attaque sort son premier album éponyme, qui remporte un grand succès en France (2,5 millions d'exemplaires).
- 29 avril : Jean-Louis Aubert sort Stockholm, son quatrième album solo.
- Juillet : sortie du premier album de Dolly.
- Mass Hysteria sort Le Bien-être et la Paix, son premier album.

#### 1998
- Sortie de l'album La Ouache par Matmatah, avec les chansons Lambé An Dro et Emma.
- 6 janvier : sortie du 10e album d'Alain Bashung nommé Fantaisie militaire, qui contient la chanson La nuit je mens.
- 24 janvier : Johnny Hallyday sort l'album Ce que je sais, sur lequel figure Allumer le feu.
- 17 avril : Manu Chao sort  Clandestino, son premier album solo.
- Mai : Sortie de Résistances, deuxième album  de Sinsemilia, qui contient Douanier 007 et une reprise de La Mauvaise Réputation de Georges Brassens.
- 25 juillet : inauguration du Stade de France par The Rolling Stones, avec Jean-Louis Aubert en première partie. Johnny Hallyday y chante pour la première fois en septembre.
- 4 septembre :  Matthieu Chedid sort son premier album Le Baptême qui marque la naissance de son personnage -M-.
- 27 novembre : sortie de Mamagubida du groupe Tryo, comprenant la chanson L'hymne de nos campagnes.
- Zebda sort Essence ordinaire, son troisième album, qui contient les tubes Tomber la chemise , Y'a pas d'arrangement et Je crois que ça va pas être possible.

#### 1999
- Janvier : Ludwig von 88 se met en pause. Elle dure jusqu'en 2016.
- 2 février : sortie de Contraddiction, second album de Mass Hysteria.
- 27 février : décès de Stéphane Sirkis pendant l'enregistrement de l'album Dancetaria d'Indochine. C'est à partir de cet album qu'oLi dE SaT intègre le groupe et en modifie le son, ce qui conduira à la renaissance médiatique du groupe.
- 10 et 11 juillet : première édition du festival Solidays, qui reçoit notamment Iggy Pop et Peter Gabriel.
- 13 septembre : Johnny Hallyday sort Sang pour sang, album composé et réalisé par son fils David Hallyday.
- 25 octobre : parution de Je dis aime, deuxième album de M.
- Sergent Garcia sort l'album Un poquito quema'o, qui contient le single Acabar mal.
- Sortie de À poil commercial, sixième album d'Arno.

## XXIesiècle

### Les années 2000

#### 2000

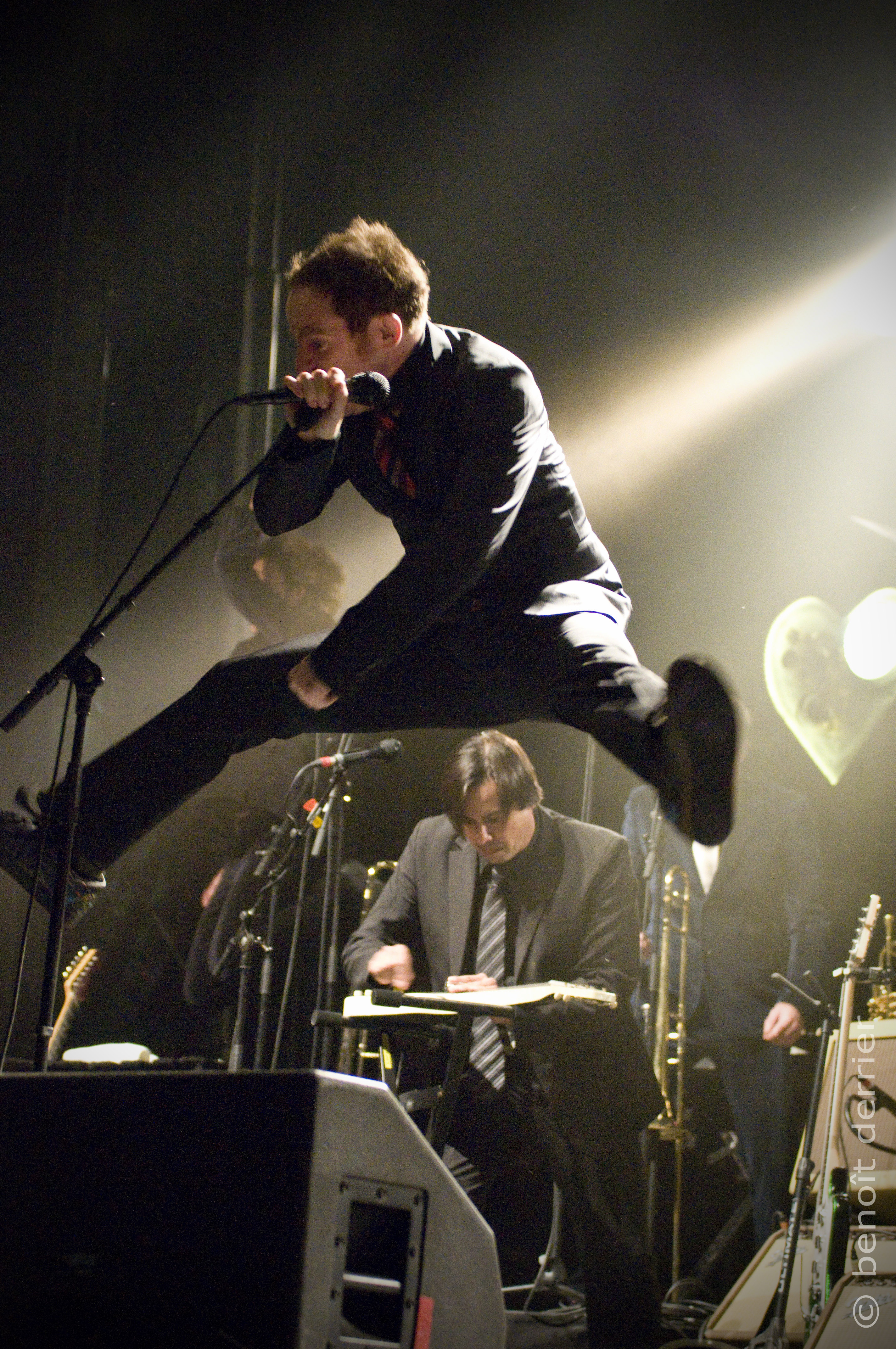
Mathias Malzieu, chanteur de Dionysos, lors du Festival aux Zarbs à Auxerre en 2008.

- 18 janvier : Louise Attaque sort son deuxième album Comme on a dit. Le groupe se sépare un an plus tard, et formera deux formations : Ali Dragon et Tarmac.
- Mai: Silmarils sort Vegas 76, son troisième album studio.
- 10 juin : concert gratuit de Johnny Hallyday à la Tour Eiffel.
- 3 septembre : Herman Düne participe aux Peel Session de John Peel sur BBC Radio 1 pour la première fois. En tout, ils seront invités six fois par le célèbre animateur anglais.
- Manu Chao sort Próxima Estación: Esperanza, son deuxième album solo.

#### 2001
- Sortie de l'album Kékéland de Brigitte Fontaine marqué par des collaborations avec Noir Désir, Matthieu Chedid et Sonic Youth.
- 11 septembre : sortie de l'album Des visages des figures de Noir Désir. Il reçoit une Victoire de la musique dans la catégorie « Album Rock de l'année ».
- 16 novembre : Jean-Louis Aubert sort Comme un accord, son cinquième album solo.
- Astonvilla sort Live acoustic, son troisième album.

#### 2002
- Arrivée de Christophe Crénel sur la radio Ouï FM qu'il quittera en 2009 pour Le Mouv' à la suite du rachat de la station par Arthur.
- 5 mars : Dionysos sort Western sous la neige, quatrième album studio du groupe.
- 12 mars : sortie de Paradize d'Indochine qui renoue massivement avec le succès critique et commercial, notamment grâce à la chanson J'ai demandé à la lune. Plus d'un million d'exemplaires de l'album se sont écoulés.
- 26 mars : sortie du double album God blesse par Damien Saez.
- 21 avril : Damien Saez chante Fils de France.
- 6 septembre : sortie de Sombres Efforts, premier album d'AqME.
- 1er octobre : Dominique Laboubée, leader des Dogs, s'écroule sur scène lors d'une tournée aux États-Unis. Huit jours plus tard, il décède d'un cancer foudroyant.
- 21 octobre : sortie de l'album L'Imprudence d'Alain Bashung.
- 4 novembre : parution d'À la vie, à la mort de Johnny Hallyday, album dans lequel figure le single Marie.

#### 2003

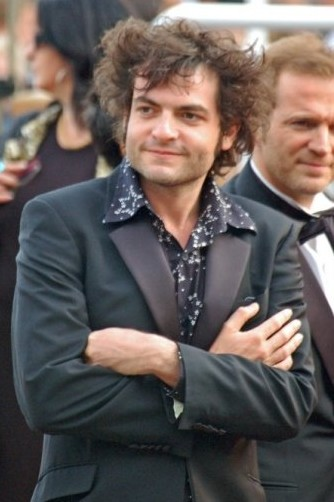
Matthieu Chedid au Festival de Cannes en 2006.

- Janvier : l'album Tu vas pas mourir de rire de Mickey 3D sort et s'écoule à 300 000 exemplaires.
- 13 janvier : le groupe Kyo sort son premier album Le Chemin.
- 25 février : Les Wampas sortent Never Trust a Guy Who After Having Been a Punk, Is Now Playing Electro, qui contient la chanson Manu Chao.
- Juin : sortie de Grain de sable, le troisième album de Tryo.
- 18 août : Cali sort son premier album, L'Amour parfait.
- 27 août : première édition du festival Rock en Seine au Parc de Saint-Cloud avec Massive Attack, Beck et PJ Harvey en tête d'affiche.
- 25 novembre : Matthieu Chedid sort l'album Qui de nous deux ?.
- 4 décembre : reformation des Bérurier Noir aux Transmusicales de Rennes.
- Pleymo sort l'album Rock.

#### 2004
- 29 mars : Bertrand Cantat est condamné par la justice lituanienne à huit ans d'emprisonnement pour « meurtre commis en cas d'intention indirecte indéterminée » à la suite du décès de sa compagne l'actrice Marie Trintignant.
- 6 avril : sortie de l'album La Tête en arrière par Luke.
- 1er juin : Superbus sort son second album Pop'n'Gum.
- 2 novembre : sortie française du premier album de Nouvelle Vague, constitué de reprises de chansons new wave dans le style « bossa nova ».
- 30 novembre : parution de l'album Tékitoi de Rachid Taha.
- Sinsemilia publie l'album Debout, les yeux ouverts, qui contient le single Tout le bonheur du monde.
- Sortie de Parmi eux, deuxième album de Déportivo.

#### 2005
- 25 mai : Michaël Chamberlin, le bassiste du groupe Dolly décède. Le groupe se sépare.
- 6 juin : publication de Matador, quatrième album de Mickey 3D.
- 28 août : Oasis est programmé en tête d'affiche du festival Rock en Seine à Saint-Cloud, avant de monter sur scène, une violente dispute éclate entre les frères Gallagher, le groupe annule son concert est annonce sa séparation.
- 5 septembre : Après quatre ans de séparation, Louise Attaque se reforme et sort son 3e album A plus tard crocodile.
- Octobre : Luke et Deportivo entame une série de dates en commun à travers la France.
- 19 décembre : Indochine publie le double album Alice & June, à la suite duquel le groupe enchaînera sur un an de tournée à guichets fermés.
- Tahiti 80 sort Fosbury, son troisième album.

#### 2006

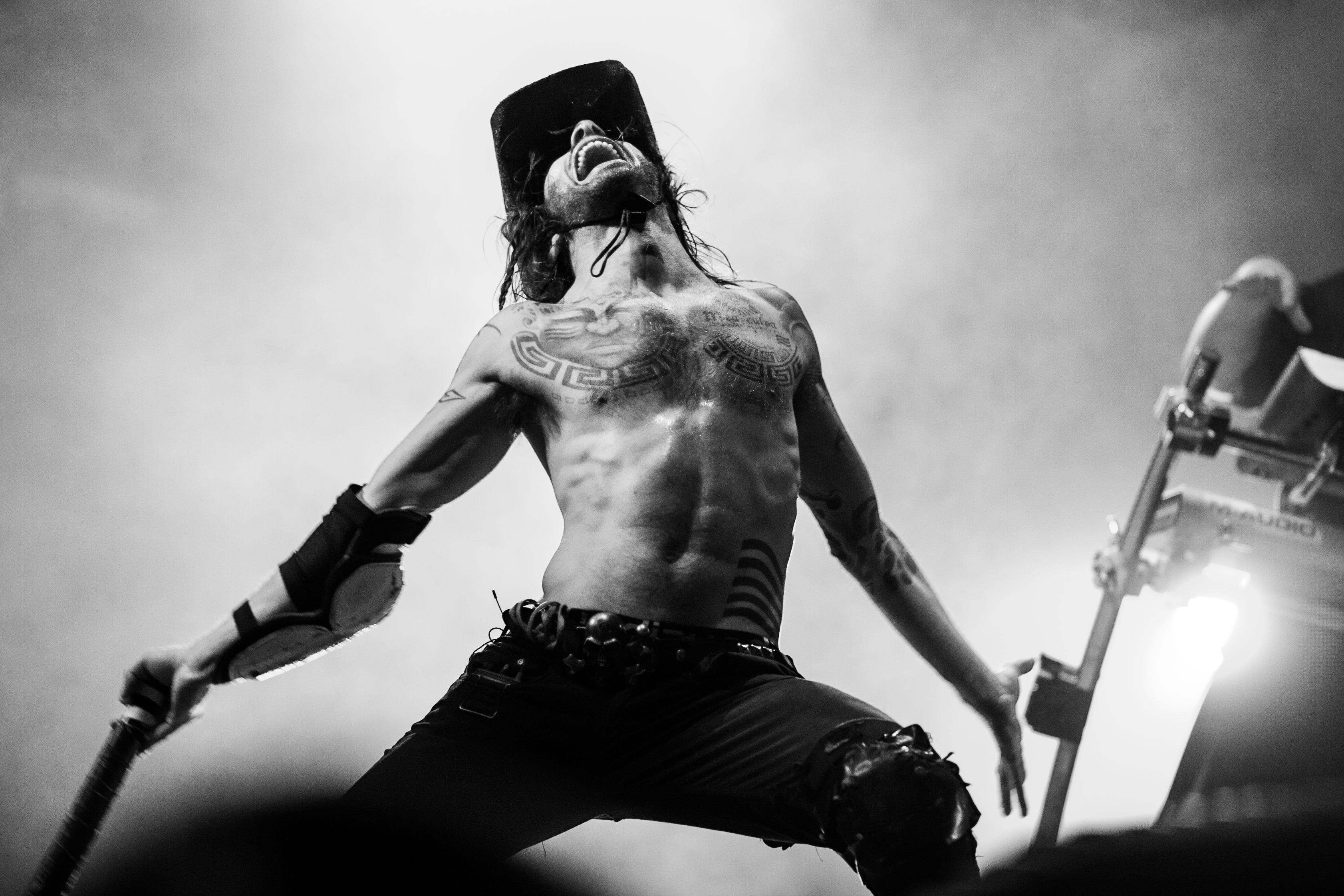
Shaka Ponk en concert à la Fête de l'Humanité en 2012.

- 6 mars : sortie de Rock 'n' Roll Part 9, le 9e album des Wampas.
- 23-25 juin : la première édition du Hellfest à Clisson accueille Motörhead, Soulfly, Dead Kennedys, Alice in Chains, etc.
- 6 mai : les Bérurier Noir annoncent leur dissolution.
- 29 juin : Kaolin opère un virage Folk rock pour le single Partons vite qui se classe n°10 des ventes.
- 8 août : parution de Ça me vexe, premier album de Mademoiselle K.
- 15 octobre : Superbus sort son troisième album Wow.
- Sortie de Loco Con Da Frenchy Talkin', le premier album du groupe Shaka Ponk.

#### 2007
- Janvier : les Aventuriers d'un autre monde, le groupe d'artistes réunis par Richard Kolinka, qui comprend Jean-Louis Aubert, Alain Bashung, Daniel Darc, Cali et Raphaël, effectue une tournée de 6 dates.
- 13 mars : les BB Brunes sortent leur premier album, Blonde comme moi.
- 14 juillet : après plusieurs années d'absence, Michel Polnareff donne un concert gratuit au Champ-de-Mars.
- 28 septembre : quatre des principaux de groupes de la « Nouvelle scène rock française » sont réunis à l'Olympia : BB Brunes, Naast, les Plastiscines, et Les Shades.
- 22 octobre : sortie de My Friends All Died in a Plane Crash, premier album de Cocoon.
- 5 novembre : Dionysos sort La Mécanique du cœur.
- 6 novembre : Matmatah annonce sa séparation.
- 28 novembre : décès de Fred Chichin du groupe Les Rita Mitsouko.

#### 2008
- 4 février : Cali publie L'Espoir.

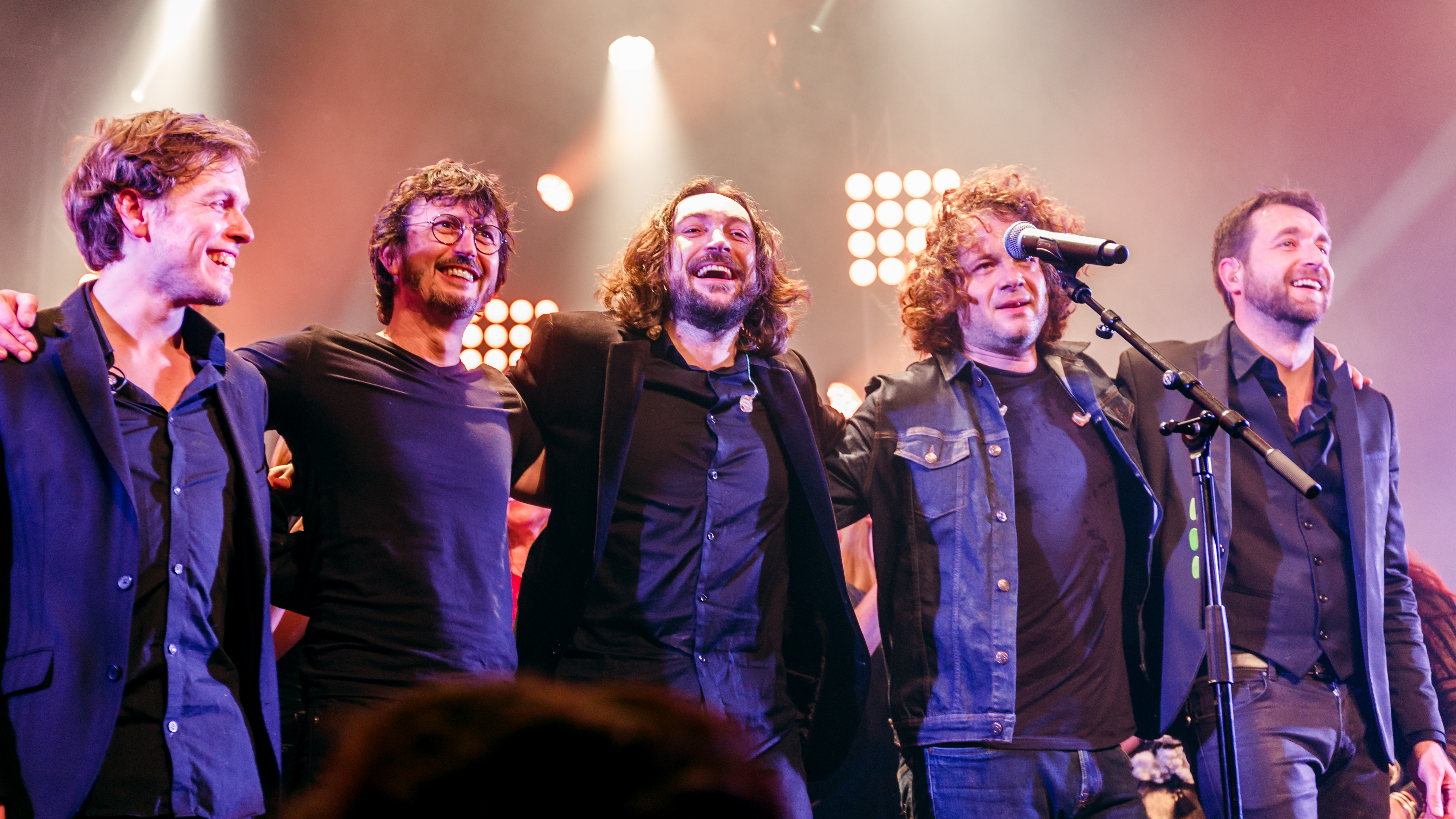
Matmatah en concert à Plougastel en 2017.

- 24 mars : parution du dernier album studio d'Alain Bashung : Bleu pétrole.
- 21 avril : sortie du triple album Varsovie - L'Alhambra - Paris de Damien Saez.
- 2 juillet : décès du photographe Alain Dister connu pour un livre sur Les Beatles et ses photographies du monde du rock'n'roll et des États-Unis des années 1960. Il fut un témoin important de la contre-culture.
- Septembre : Tryo publie Ce que l'on sème, le quatrième album du groupe.
- Décembre : Arthur rachète la radio rock Ouï FM et provoque le remplacement d'une grande partie de l'équipe et la disparition d'émissions emblématiques comme L'Odyssée du Rock.

#### 2009
- 13 mars : décès d'Alain Bashung, 61 ans, à Paris, d'un cancer du poumon.
- 8 mai : début à Saint-Étienne de la tournée Tour 66 de Johnny Hallyday.
- 25 mai : Shaka Ponk sort son deuxième album Bad Porn Movie Trax.
- 8 juin : Izia sort Izia.
- 14 juillet : concert gratuit de Johnny Hallyday à Paris, au pied de la tour Eiffel, devant 700 000 spectateurs, selon la préfecture de police[35].
- 16 juillet : concert de Bruce Springsteen au Festival des Vieilles Charrues à Carhaix-Plouguer (Finistère), devant 43 000 personnes[36].
- 5 octobre : Eiffel publie À tout moment, sont quatrième album.
- 11 octobre : Prince donne deux concerts au Grand Palais à Paris[37].
- 6 novembre : mort de Jacno, cofondateur des Stinky Toys, 52 ans, à Paris, d'un cancer[38].
- 16 novembre : les BB Brunes sortent Nico Teen Love, leur second album.
- 10 décembre : concert de Paul McCartney au palais omnisports de Bercy à Paris, devant 18 000 spectateurs[39].
- 16 décembre : Johnny Hallyday, hospitalisé à Los Angeles (Californie, États-Unis), annule les 24 concerts restants du Tour 66[40].

### Les années 2010

#### 2010

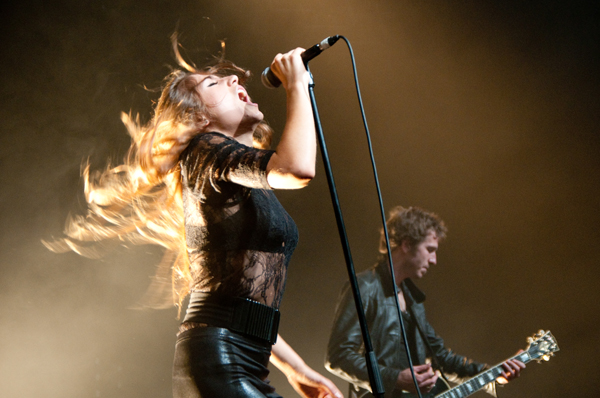
Izia en concert à Avignon en 2010.

- 15 mars : Gaëtan Roussel sort Ginger
- 26 juin : Indochine est le premier groupe français à remplir le Stade de France[41].
- 25 octobre : sortie de Where the Oceans End, second album de Cocoon.
- 30 novembre : les membres de Noir Désir se séparent.

#### 2011
- 17 janvier : parution de Jouer dehors, le troisième album de Mademoiselle K.
- 1er mars : Gaëtan Roussel obtient 3 Victoires de la musique dont deux pour son album.
- 6 juin : Shaka Ponk sort The Geeks and the Jerkin' Socks.
- 20 juin : dernière émission des Black Sessions sur France Inter animées par Bernard Lenoir.
- 14 novembre : Izia sort So Much Trouble.

#### 2012
- 3 mars : Izia obtient une Victoire de la musique, comme en 2011, pour l'Album rock de l'année.
- En avril, Johnny Hallyday entame à Los Angeles une nouvelle tournée (la 181e), qui pour la troisième fois passe par le Stade de France, où il donne trois représentations. Tournant à travers la France, il se produit aussi à Montréal, New York, Londres, Moscou et Tel Aviv. Le tour s'achève, après 64 représentations, le 22 décembre à Marseille.
- En septembre, sortie du quatrième album studio du groupe Eiffel intitulé Foule Monstre.
- 21 septembre : sortie de Long Courrier, 3e album des BB Brunes.

#### 2013

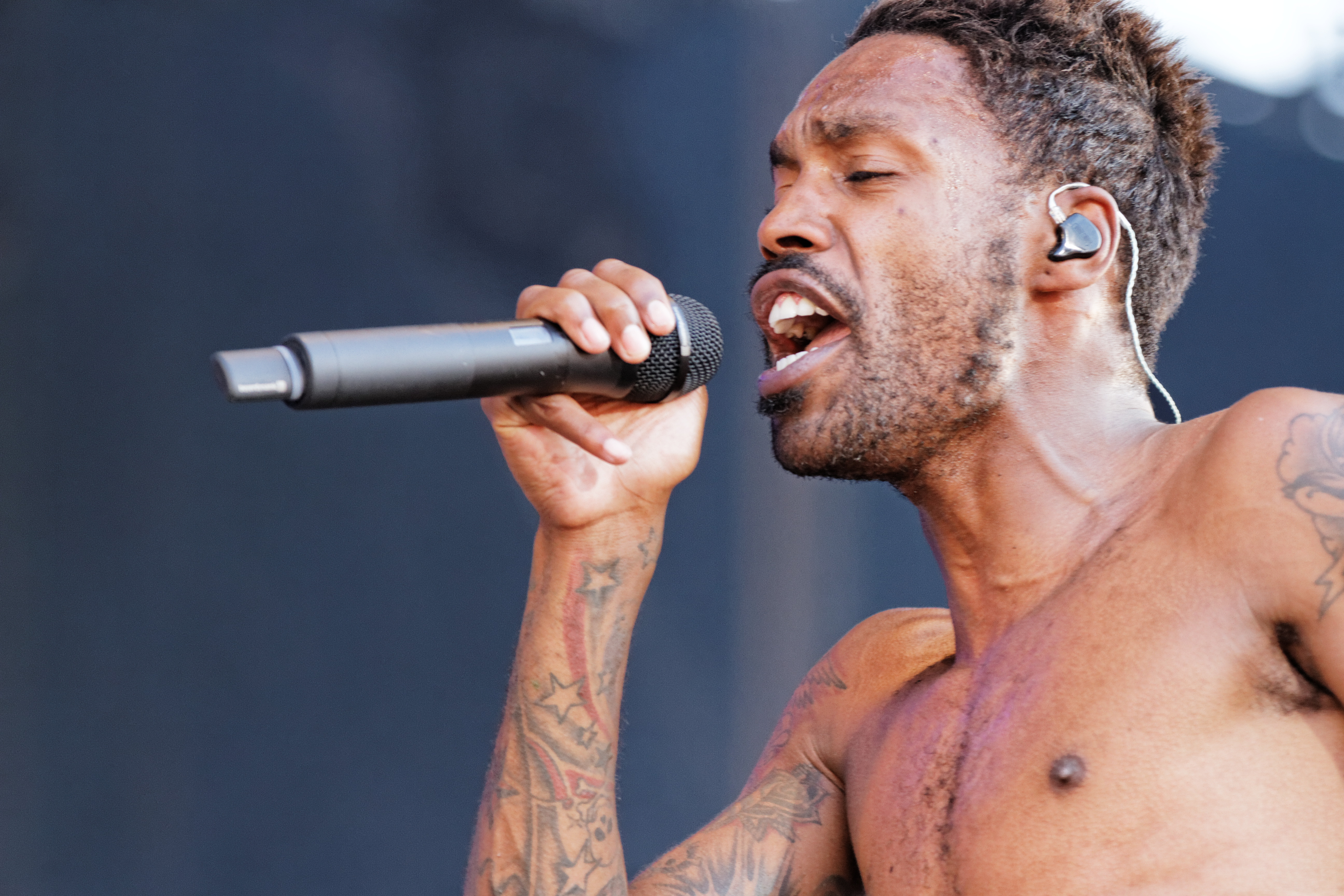
Mat Bastard, chanteur de Skip the Use, en concert au Festival des Vieilles Charrues en 2014.

- Le groupe Skip the Use reçoit une Victoire de la musique pour leur album Can Be Late.
- 28 février: disparition de Daniel Darc, ancien chanteur du groupe Taxi Girl.
- 15 juin : en ce jour d'anniversaire, Johnny Hallyday chante à Bercy[42]. Sitôt la représentation terminée, il enchaîne un second concert au Théâtre de Paris, durant lequel il interprète plusieurs duos avec l'ex-chanteur des Stray Cats, Brian Setzer. Ces concerts s'inscrivent dans le cadre de la tournée Born Rocker Tour qu'il effectue durant tout le mois de juin.
- 30 septembre : Hollysiz sort son premier album, My Name Is.
- 18 novembre : sortie du premier album de Détroit, le nouveau groupe formé par Bertrand Cantat et Pascal Humbert, intitulé Horizons.
- Les Cats on Trees sortent leur premier album homonyme, qui contient le titre Sirens Call.

#### 2014
- En février, sortie du premier album du collectif Fauve intitulé Vieux Frères - Partie 1. Le groupe Phoenix reçoit une Victoire de la musique pour leur album Bankrupt!.
- 22 avril : Phoenix sort Bankrupt!, « album rock de l'année » aux Victoires de la musique 2014
- En novembre, Jacques Dutronc, Eddy Mitchell et Johnny Hallyday, sous l'appellation Les Vieilles Canailles, donnent six représentations à Bercy.
- 23 novembre : décès à Neuilly-sur-Seine de la chanteuse Gélou, âgée de 77 ans.

#### 2015

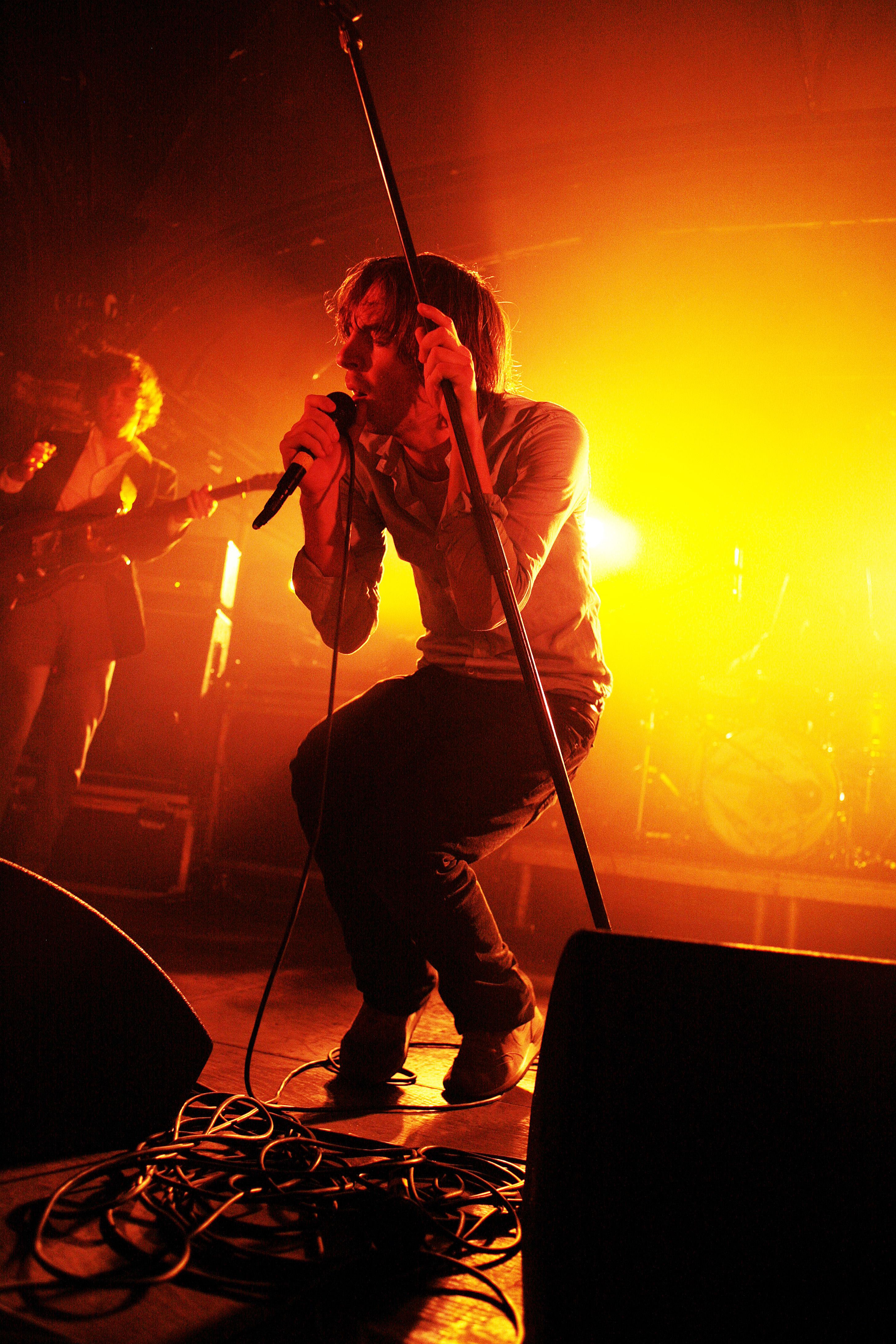
Phoenix en concert en 2006.

- En février, le groupe The Dø obtient une Victoire de la musique pour leur album Shake Shook Shaken. Le collectif Fauve sort son deuxième album: Vieux frères - partie 2.
- En juin, après leur reformation, Les Innocents publient un nouvel album Mandarine,, « album rock de l'année » aux Victoires de la musique 2016.
- En juillet, démarrage d'une nouvelle tournée de Johnny Hallyday à la suite de la parution de son dernier album.
- En septembre, Gaëtan Roussel annonce la reformation du groupe Louise Attaque qui publie un premier single Anomalie le mois suivant.
- En septembre : sortie de Times, premier album d'Hyphen Hyphen[43].
- En octobre: sortie du premier album Ici le jour (a tout enseveli) du groupe Feu! Chatterton.
- Trois membres du groupe Téléphone annoncent une reformation sous le nom Les Insus ainsi qu'une tournée pour 2016.
- Le 13 novembre, sort le 50e album de Johnny Hallyday intitulé De l'amour.
- 13 novembre : à la suite de plusieurs attentats dans le même périmètre parisien, trois hommes armés de fusils d'assaut et de ceintures explosives pénètrent dans la salle du Bataclan de Paris pendant un concert des Eagles of Death Metal et tirent dans la foule massée aux balcons et dans la fosse, faisant 90 morts et plusieurs centaines de blessés.

#### 2016
- Les Innocents obtiennent une Victoire de la musique de l'« Album rock de l'année » pour Mandarine, et le groupe Hyphen Hyphen est sacré Révélation scène de l'année.
- 2 mai : mort d'Hubert Mounier, 53 ans, chanteur de L'Affaire Louis' Trio[44],[45].
- 2 septembre : sortie de Mystère, le deuxième album de La Femme.
- 12 novembre : un an après les attentats de Paris, le Bataclan rouvre ses portes avec un concert-hommage de Sting[46].
- En décembre, Trust entame la tournée "Au nom de la rage" à l'occasion du 40e anniversaire du groupe.

#### 2017

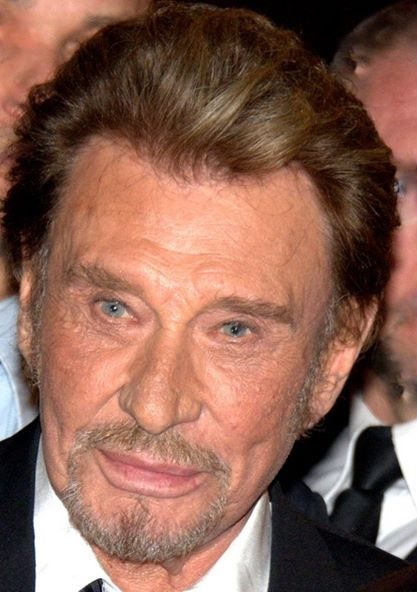
Johnny Hallyday lors de l'avant-première du film Salaud on t'aime en 2014.

- Reformation du groupe breton Matmatah avec une nouvelle tournée à partir de février et un nouvel album Plates coutures le 3 mars.
- 12 février : 
  - Gojira est nommé deux fois aux Grammy Awards à Los Angeles.
  - Les Victoires de la musique consacrent Anomalie de Louise attaque comme « Album rock de l'année » et Les Conquêtes de Radio Elvis comme « Album révélation de l'année ».
- 15 septembre: Les Burning Heads entament une tournée en France de 30 dates pour célébrer leur trentième anniversaire[47].
- 6 octobre : La Femme entame une tournée aux États-Unis[48].
- 17 novembre : sortie de l'album The Evol' de Shaka Ponk[49], « Album rock de l'année » aux Victoires de la musique 2018.
- 1er décembre : Bertrand Cantat sort sous son nom un second album depuis la séparation de Noir Désir : Amor Fati[50].
- 5 décembre : mort de Johnny Hallyday, à l'âge de 74 ans, à son domicile de Marnes-la-Coquette, dans les Hauts-de-Seine, des suites de son cancer du poumon[51],[52],[53].

#### 2018
- 30 mars : 25 ans après ses débuts, sortie de Frankenstein, 7e album studio de No One Is Innocent.
- 30 mars : sortie de Dans le même sang, 9e album studio de Trust[54].
- 6 avril : mort de Jacques Higelin.
- 25 mai : sortie de l'album HH d'Hyphen Hyphen[55].
- 12 septembre : mort de Rachid Taha, 59 ans.
- 28 septembre : sortie de Trafic de Gaëtan Roussel et Les Rescapés de Miossec.
- 19 octobre : sortie de Mon pays c'est l'amour, album posthume de Johnny Hallyday.
- 23 novembre: sortie d'un album posthume d'Alain Bashung baptisé En amont.

#### 2019
- 26 janvier : mort de Michel Legrand, à 86 ans.
- 8 février : Jeanne Added est doublement récompensée aux Victoires de la musique 2019 dans les catégories Artiste féminine et album rock (pour Radiate).
- 24 avril : mort de Dick Rivers, à 74 ans.
- 2 septembre : mort de Laurent Sinclair, claviériste de Taxi Girl, à 58 ans.
- 13 septembre : Last Train sort The Big Picture, son second album.
- 11 octobre : sortie de l'album Citadelle d'Izia
- 22 octobre : mort de José Tamarin, guitariste de Niagara, à 68 ans.

2020